# 富山市
富山市（とやまし）は、富山県の中央部から南東部にかけて位置する市。富山県の県庁所在地及び人口が最多の市であり、中核市、保健所政令市、中枢中核都市に指定されている。また、中核市で最も面積の大きい市である。

## 概要

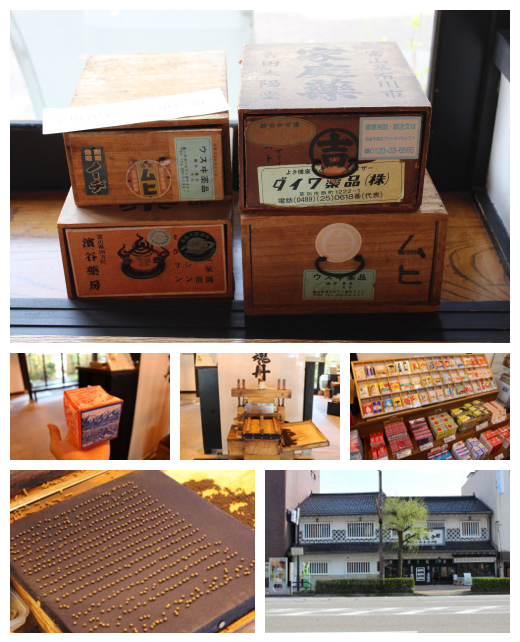
越中富山の置き薬

方言は富山弁が使用されている地域である。富山県の県庁所在地で、同県の中央部から南東部に位置する。2005年4月1日、富山市、上新川郡大沢野町、大山町、婦負郡八尾町、婦中町、山田村、細入村の7市町村による新設合併によって現在の富山市が発足した。また現在の市域は大きすぎるため、合併前に存在した旧富山市は廃止となっている。合併前の富山市と現在の富山市とは、制度上異なる自治体となっている。
この合併により、全国の都道府県庁所在地で2番目に広い面積(1241.70km2)を持つようになった（全国の市町村では14位）。また、富山県の29.23%の面積を占め、1つの市町村が県に占める面積の割合としては日本一である。市域は富山県域に対して南北にわたっており、日本海と南側の県境いずれにも接している。
広い総面積に対し、可住地面積比率は38.2%で、市域の約6割が林野地となっている。また、市街化区域面積比率は5.8%であり、環境モデル都市の選定を受けてコンパクトシティを目指した都市計画を進めている。また、環境未来都市、国際会議観光都市、国連エネルギー効率改善都市、レジリエント・シティ、持続可能な開発目標（SDGs）におけるSDGs未来都市、自治体SDGsモデル事業に選定されている。市内の多くは立山黒部ジオパークに、南東部は中部山岳国立公園に指定されている。同市は2011年よりインドネシア・バリ島で小水力発電施設の設置事業を推進するなど、国際的な環境事業に力を入れており、2017年2月2日には日本の中核市としては初めて国際協力機構（JICA）と人材交流や技術協力などの協定を結んでいる。
同市は県のプライメイトシティとして機能している。北陸電力や北陸銀行などライフラインの本社や支店が置かれ、商業・工業面において富山県の中心のみならず北陸地方の中心都市としての機能も担っている。単独の人口比較では石川県金沢市に劣るが、都市雇用圏での比較では県内2位都市の高岡市も包括するため、人口・経済規模ともに金沢都市圏より富山都市圏の方が大きく、新潟都市圏とともに日本海側の都市では福岡都市圏、札幌都市圏、北九州都市圏に次ぐ規模である。
合併により、「越中富山の薬売り」で知られる富山城の城下町として栄えた地域（「薬都」と呼ばれることも）、浄土真宗の古刹聞名寺の門前町として発展した地域、立山信仰の登山者たちの宿場町として人々が行きかった地域など、多様な地域が包含された。地形も変化に富み、水深約3,000 メートルの富山深海長谷から標高2,986 メートルの水晶岳までさまざまな動植物が生息し、ホタルイカやライチョウ（雷鳥）などが観光資源化されている。ホタルイカが水揚げされる富山市から魚津市にかけての富山湾沿岸は、特別天然記念物に指定されている。
隣県の新潟県の県庁所在地、新潟市とは252.5 キロメートル離れている。これは、陸続きの隣県同士の県庁所在地間の距離では日本最長である（海上隣接を含めると、鹿児島市と那覇市の764.9 キロが最長）。

## 地理

### 地形

薬師岳山荘

富山県の中部から南東部に位置しており、県の総面積の約3分の1を占める。市の北部から中部には神通川・常願寺川などの川によって形成された沖積平野の富山平野が広がる。中西部にはなだらかな呉羽丘陵が横たわり、南部には飛騨高地が、南東部には雄大な北アルプス立山連峰がそびえる。森林セラピー基地に認定されている。富山平野の北側には、豊富な魚介類の宝庫である富山湾が広がっている。
立山カルデラ内にある新湯という池では、上質な玉滴石（オパールの一種）を産出する。
- 山：水晶岳（富山市最高峰）、薬師岳、野口五郎岳、黒部五郎岳、烏帽子岳、赤牛岳、三俣蓮華岳、北ノ俣岳、鷲羽岳、白木峰、呉羽丘陵、牛岳、東笠山、与四兵衛山、大高山
- 高原 ：高天原、雲ノ平、五色ヶ原
- 川：神通川、常願寺川、井田川、松川、いたち川、久婦須川、熊野川、長棟川、白岩川、上市川、和田川、
- 湖沼：多枝原池、刈込池、新湯、水晶池、竜晶池、五郎池、黒部湖（黒部ダム）、有峰湖（有峰ダム）、田尻池

### 由来
「トヤマ」の地名は、室町幕府直臣の吉見詮頼が、応永5年5月3日に「越中国外山郷地頭職」を観勝寺に寄せた寄進状 が初見である。外山郷は、越中守護所放生津（現・射水市）があった射水郡の東端である御服山（呉羽山）の東麓（射水郡からみて外側）に位置する。この地形から、「外山」の字が当てられたとする説がある。「富山」字は戦国時代に初見されるが、江戸時代は「富山」「外山」の両方が使用されている。また、慶長年間以前に成立したことが確実な文献史料のタイトルに『富山之記』がある。このほか、以下のような説がある。
- 立山連峰を仰ぐことができ、山に富んでいることから富山（とやま）と呼ばれたため。
- もともとは藤居山（ふじいやま）という地名だったが、富山寺（ふせんじ）[注釈 4] という寺院があったのでに次第に富山（とやま）と呼ばれていったため。
- 富山城が築城された際に、外山から縁起よくするために富山に改名されたため。ただし富山城は江戸初期まで「安住城」「安城」と呼ばれていたという説もある。
- 深山に対して外山（とやま）と呼ばれたため。

### 市街地

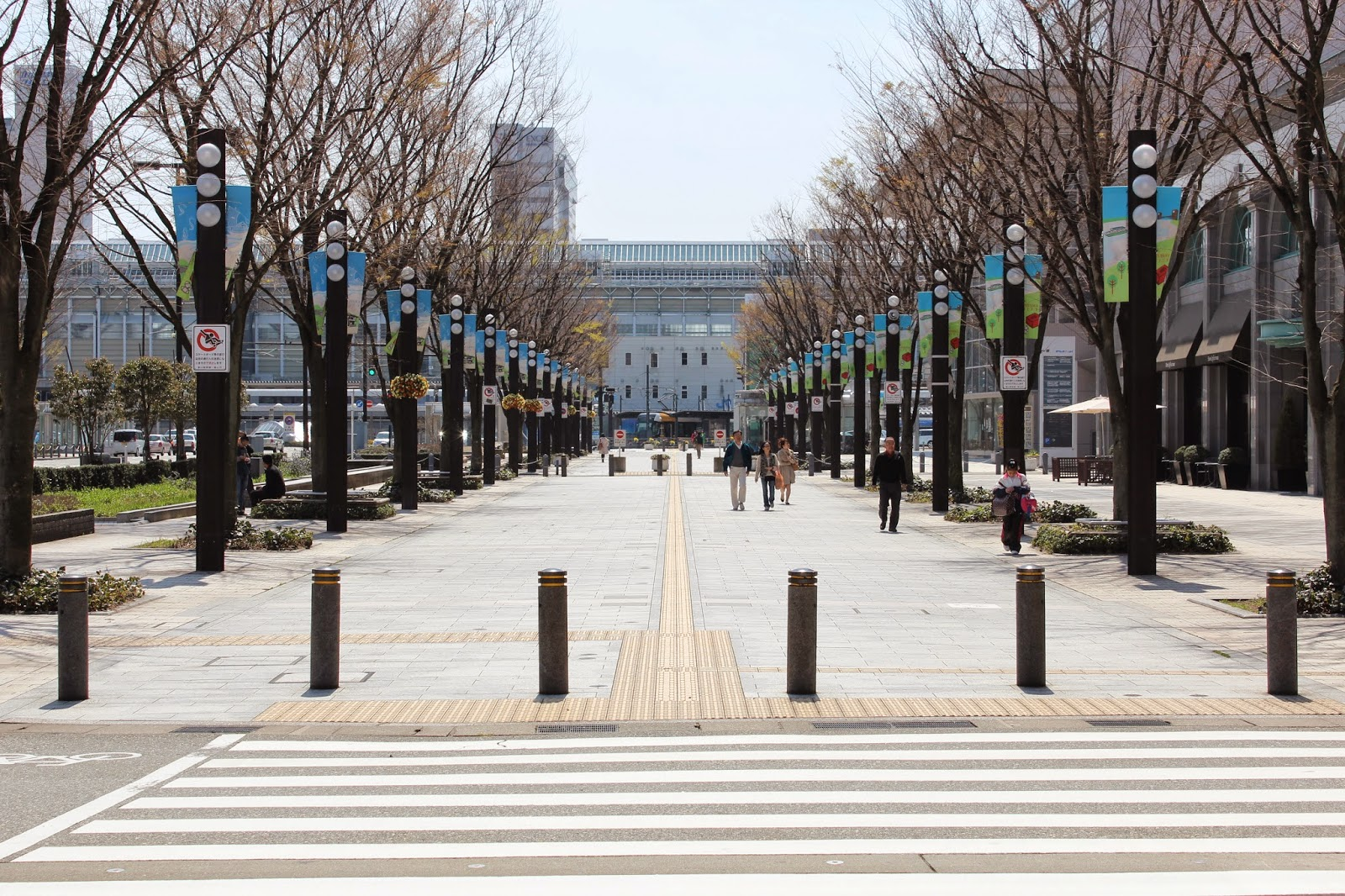
駅北ブールバール

富山市中心部周辺の空中写真。2021年8月2日撮影の36枚を合成作成。。

昭和の第二次世界大戦後に市街化区域内は土地区画整理され、東西と南北に碁盤目状に延びる道路と、富山駅を起点とした5本の放射状道路により構成された計画都市となっている。富山駅を中心に周辺には県庁、富山国際会議場、県民会館などシビックセンターが発達している。富山駅南口からはメインストリートが伸びており、路面電車でアクセスできる繁華街が発達している。かつては駅裏とも呼ばれていた富山駅北側は昭和末期に策定された「とやま都市MIRAI計画」による再開発が行われ、富山駅北を南北に貫く道路であるブールバールがある。現在ではLRTが整備され、シアター富山市芸術文化ホール（通称：オーバード・ホール）、シティーオアシスである富岩運河環水公園（カナルパーク）や富山県美術館などの施設が立地する他、企業の本社などオフィス街が発達している。同じく路面電車でアクセスできる市北部海沿いの岩瀬浜エリアには歴史情緒あふれる街並みが広がっており、かつて北前船が就航していた頃の面影が残っている。また、神通川を渡った市内西部には五福エリアに富山大学を中心に学生街が、婦中町エリアにショッピングセンター「フューチャーシティ・ファボーレ」をメインとしたロードサイドショップが点在する商業圏が発達している。また、岐阜県の飛騨・高山方面へと続く国道41号線沿いにもロードサイドショップが点在する。一方、古い町並みの残る八尾地域は「越中おわら風の盆」で全国的に知られ、多数の観光客が訪れる。

### 気候
日本海側気候で、旧富山市域は豪雪地帯、市域南部の大山・八尾・山田・細入地域は特別豪雪地帯に属している。しかし、北陸地方のほかの地域と同様、緯度のわりには太平洋側と比べると気温は温暖で、年間降水日数が多く特に冬期は多量の降水を見る。富山平野は富山湾に面しているが、能登半島で日本海からの海風が遮られ、南側に飛騨高地などの山脈が連なり南〜南西の風が卓越しやすいなど内陸性ともいえる気候の側面を持つ。以上の地形的な特徴により、冬の季節風が比較的弱いものの、夏はフェーン現象の影響を特に受けやすく高温となる。
冬は雪や雨の日が多めである。年平均降雪量は253 センチで、年平均最深積雪は51 センチとである。これには前述の地形的な特徴も原因となっており、能登方面から吹く弱い北西風と、金沢市方面から吹き込み南側の山地を回りこんでから吹き降りる南風が富山平野で収束しやすいことによるものである。冬季の過去最深積雪は1940年1月30日に観測された208 センチ。近年は暖冬化により積雪が減少傾向であるが、2021年1月8日に35年ぶりに100センチを超え、1月10日には128 センチに達した。真冬日は年平均0.5日と少なく、最寒月の最低気温の平年値も約0 ℃と、関東地方の郊外都市部より高い。いわゆる湿り雪で、積雪後は北海道・東北地方のような恒常的な凍結状態にはならない。北海道・東北地方の豪雪地帯と比べると比較的降雪日数、積雪量共に少ないが、JPCZの影響で猛烈な寒気が流れ込むと、短期的に大雪となることもある。
夏は日本海を台風や低気圧が通過した際に著しいフェーン現象が発生し最高気温が37 ℃以上になることがあり、2000年7月31日には最低気温が30.1 ℃と、いわゆる超熱帯夜を記録している。年平均熱帯夜日数は9.3日。ただし市内を台風が通過することはあまりない為、台風自体の影響は少ない。
| 富山地方気象台（富山市石坂、標高9m）の気候                   | 富山地方気象台（富山市石坂、標高9m）の気候 | 富山地方気象台（富山市石坂、標高9m）の気候 | 富山地方気象台（富山市石坂、標高9m）の気候 | 富山地方気象台（富山市石坂、標高9m）の気候 | 富山地方気象台（富山市石坂、標高9m）の気候 | 富山地方気象台（富山市石坂、標高9m）の気候 | 富山地方気象台（富山市石坂、標高9m）の気候 | 富山地方気象台（富山市石坂、標高9m）の気候 | 富山地方気象台（富山市石坂、標高9m）の気候 | 富山地方気象台（富山市石坂、標高9m）の気候 | 富山地方気象台（富山市石坂、標高9m）の気候 | 富山地方気象台（富山市石坂、標高9m）の気候 | 富山地方気象台（富山市石坂、標高9m）の気候 |
| 月                                                           | 1月                                        | 2月                                        | 3月                                        | 4月                                        | 5月                                        | 6月                                        | 7月                                        | 8月                                        | 9月                                        | 10月                                       | 11月                                       | 12月                                       | 年                                         |
| ------------------------------------------------------------ | ------------------------------------------ | ------------------------------------------ | ------------------------------------------ | ------------------------------------------ | ------------------------------------------ | ------------------------------------------ | ------------------------------------------ | ------------------------------------------ | ------------------------------------------ | ------------------------------------------ | ------------------------------------------ | ------------------------------------------ | ------------------------------------------ |
| 最高気温記録 °C （°F）                                       | 20.9 (69.6)                                | 22.5 (72.5)                                | 25.7 (78.3)                                | 32.4 (90.3)                                | 33.3 (91.9)                                | 37.2 (99)                                  | 38.8 (101.8)                               | 39.8 (103.6)                               | 38.3 (100.9)                               | 33.3 (91.9)                                | 29.2 (84.6)                                | 24.8 (76.6)                                | 39.8 (103.6)                               |
| 平均最高気温 °C （°F）                                       | 6.3 (43.3)                                 | 7.4 (45.3)                                 | 11.8 (53.2)                                | 17.6 (63.7)                                | 22.7 (72.9)                                | 25.7 (78.3)                                | 29.8 (85.6)                                | 31.4 (88.5)                                | 27.0 (80.6)                                | 21.6 (70.9)                                | 15.7 (60.3)                                | 9.5 (49.1)                                 | 18.9 (66)                                  |
| 日平均気温 °C （°F）                                         | 3.0 (37.4)                                 | 3.4 (38.1)                                 | 6.9 (44.4)                                 | 12.3 (54.1)                                | 17.5 (63.5)                                | 21.4 (70.5)                                | 25.5 (77.9)                                | 26.9 (80.4)                                | 22.8 (73)                                  | 17.0 (62.6)                                | 11.2 (52.2)                                | 5.7 (42.3)                                 | 14.5 (58.1)                                |
| 平均最低気温 °C （°F）                                       | 0.2 (32.4)                                 | 0.1 (32.2)                                 | 2.6 (36.7)                                 | 7.4 (45.3)                                 | 12.9 (55.2)                                | 17.7 (63.9)                                | 22.1 (71.8)                                | 23.2 (73.8)                                | 19.1 (66.4)                                | 13.1 (55.6)                                | 7.3 (45.1)                                 | 2.5 (36.5)                                 | 10.7 (51.3)                                |
| 最低気温記録 °C （°F）                                       | −11.9 (10.6)                               | −11.1 (12)                                 | −7.0 (19.4)                                | −2.2 (28)                                  | 2.3 (36.1)                                 | 7.7 (45.9)                                 | 13.0 (55.4)                                | 14.1 (57.4)                                | 8.9 (48)                                   | 1.9 (35.4)                                 | −2.0 (28.4)                                | −8.5 (16.7)                                | −11.9 (10.6)                               |
| 降水量 mm （inch）                                           | 259.0 (10.197)                             | 171.7 (6.76)                               | 164.6 (6.48)                               | 134.5 (5.295)                              | 122.8 (4.835)                              | 172.6 (6.795)                              | 245.6 (9.669)                              | 207.0 (8.15)                               | 218.1 (8.587)                              | 171.9 (6.768)                              | 224.8 (8.85)                               | 281.6 (11.087)                             | 2,374.2 (93.472)                           |
| 降雪量 cm （inch）                                           | 104 (40.9)                                 | 84 (33.1)                                  | 17 (6.7)                                   | 1 (0.4)                                    | 0 (0)                                      | 0 (0)                                      | 0 (0)                                      | 0 (0)                                      | 0 (0)                                      | 0 (0)                                      | 0 (0)                                      | 49 (19.3)                                  | 253 (99.6)                                 |
| 平均降水日数 （≥0.5 mm）                                     | 23.7                                       | 19.9                                       | 18.2                                       | 13.5                                       | 12.0                                       | 12.1                                       | 15.3                                       | 11.6                                       | 13.7                                       | 14.2                                       | 17.9                                       | 23.0                                       | 194.9                                      |
| 平均降雪日数                                                 | 23.4                                       | 19.4                                       | 12.1                                       | 1.8                                        | 0.0                                        | 0.0                                        | 0.0                                        | 0.0                                        | 0.0                                        | 0.0                                        | 0.6                                        | 13.1                                       | 71.8                                       |
| % 湿度                                                       | 82                                         | 78                                         | 72                                         | 68                                         | 70                                         | 78                                         | 79                                         | 77                                         | 78                                         | 77                                         | 77                                         | 81                                         | 76                                         |
| 平均月間日照時間                                             | 68.1                                       | 89.7                                       | 135.9                                      | 173.6                                      | 199.9                                      | 154.0                                      | 153.3                                      | 201.4                                      | 144.2                                      | 143.1                                      | 105.1                                      | 70.7                                       | 1,647.2                                    |
| 出典：気象庁（平均値：1991年 - 2020年、極値：1939年 - 現在） |                                            |                                            |                                            |                                            |                                            |                                            |                                            |                                            |                                            |                                            |                                            |                                            |                                            |

| 八尾（1991年 - 2020年）の気候      | 八尾（1991年 - 2020年）の気候 | 八尾（1991年 - 2020年）の気候 | 八尾（1991年 - 2020年）の気候 | 八尾（1991年 - 2020年）の気候 | 八尾（1991年 - 2020年）の気候 | 八尾（1991年 - 2020年）の気候 | 八尾（1991年 - 2020年）の気候 | 八尾（1991年 - 2020年）の気候 | 八尾（1991年 - 2020年）の気候 | 八尾（1991年 - 2020年）の気候 | 八尾（1991年 - 2020年）の気候 | 八尾（1991年 - 2020年）の気候 | 八尾（1991年 - 2020年）の気候 |
| 月                                 | 1月                           | 2月                           | 3月                           | 4月                           | 5月                           | 6月                           | 7月                           | 8月                           | 9月                           | 10月                          | 11月                          | 12月                          | 年                            |
| ---------------------------------- | ----------------------------- | ----------------------------- | ----------------------------- | ----------------------------- | ----------------------------- | ----------------------------- | ----------------------------- | ----------------------------- | ----------------------------- | ----------------------------- | ----------------------------- | ----------------------------- | ----------------------------- |
| 最高気温記録 °C （°F）             | 17.8 (64)                     | 20.6 (69.1)                   | 24.8 (76.6)                   | 30.8 (87.4)                   | 32.5 (90.5)                   | 35.2 (95.4)                   | 37.3 (99.1)                   | 39.0 (102.2)                  | 37.5 (99.5)                   | 32.6 (90.7)                   | 27.4 (81.3)                   | 23.1 (73.6)                   | 39.0 (102.2)                  |
| 平均最高気温 °C （°F）             | 5.7 (42.3)                    | 6.6 (43.9)                    | 11.1 (52)                     | 17.5 (63.5)                   | 22.9 (73.2)                   | 25.8 (78.4)                   | 29.7 (85.5)                   | 31.3 (88.3)                   | 26.7 (80.1)                   | 21.1 (70)                     | 15.2 (59.4)                   | 8.9 (48)                      | 18.6 (65.5)                   |
| 日平均気温 °C （°F）               | 2.0 (35.6)                    | 2.3 (36.1)                    | 5.8 (42.4)                    | 11.7 (53.1)                   | 17.1 (62.8)                   | 20.9 (69.6)                   | 24.8 (76.6)                   | 26.0 (78.8)                   | 21.8 (71.2)                   | 15.9 (60.6)                   | 10.2 (50.4)                   | 4.8 (40.6)                    | 13.6 (56.5)                   |
| 平均最低気温 °C （°F）             | −0.9 (30.4)                   | −1.2 (29.8)                   | 1.3 (34.3)                    | 6.1 (43)                      | 11.6 (52.9)                   | 16.6 (61.9)                   | 21.1 (70)                     | 21.9 (71.4)                   | 17.9 (64.2)                   | 11.8 (53.2)                   | 6.0 (42.8)                    | 1.5 (34.7)                    | 9.5 (49.1)                    |
| 最低気温記録 °C （°F）             | −9.5 (14.9)                   | −10.9 (12.4)                  | −9.0 (15.8)                   | −3.1 (26.4)                   | 2.5 (36.5)                    | 6.0 (42.8)                    | 13.4 (56.1)                   | 14.6 (58.3)                   | 8.0 (46.4)                    | 0.6 (33.1)                    | −2.8 (27)                     | −8.5 (16.7)                   | −10.9 (12.4)                  |
| 降水量 mm （inch）                 | 299.6 (11.795)                | 200.8 (7.906)                 | 182.1 (7.169)                 | 132.2 (5.205)                 | 115.9 (4.563)                 | 180.6 (7.11)                  | 255.3 (10.051)                | 220.9 (8.697)                 | 251.0 (9.882)                 | 183.2 (7.213)                 | 237.9 (9.366)                 | 317.8 (12.512)                | 2,577.3 (101.469)             |
| 平均降水日数 （≥1.0 mm）           | 23.0                          | 18.6                          | 17.7                          | 13.5                          | 11.4                          | 11.8                          | 15.0                          | 11.9                          | 13.5                          | 13.7                          | 16.7                          | 22.2                          | 189.0                         |
| 平均月間日照時間                   | 61.4                          | 86.8                          | 130.1                         | 171.3                         | 196.3                         | 139.4                         | 135.2                         | 178.0                         | 125.1                         | 128.1                         | 101.3                         | 68.3                          | 1,528.5                       |
| 出典1：Japan Meteorological Agency |                               |                               |                               |                               |                               |                               |                               |                               |                               |                               |                               |                               |                               |
| 出典2：気象庁                      |                               |                               |                               |                               |                               |                               |                               |                               |                               |                               |                               |                               |                               |

| 猪谷（旧細入村、標高：215m）の気候                                           | 猪谷（旧細入村、標高：215m）の気候 | 猪谷（旧細入村、標高：215m）の気候 | 猪谷（旧細入村、標高：215m）の気候 | 猪谷（旧細入村、標高：215m）の気候 | 猪谷（旧細入村、標高：215m）の気候 | 猪谷（旧細入村、標高：215m）の気候 | 猪谷（旧細入村、標高：215m）の気候 | 猪谷（旧細入村、標高：215m）の気候 | 猪谷（旧細入村、標高：215m）の気候 | 猪谷（旧細入村、標高：215m）の気候 | 猪谷（旧細入村、標高：215m）の気候 | 猪谷（旧細入村、標高：215m）の気候 | 猪谷（旧細入村、標高：215m）の気候 |
| 月                                                                           | 1月                                | 2月                                | 3月                                | 4月                                | 5月                                | 6月                                | 7月                                | 8月                                | 9月                                | 10月                               | 11月                               | 12月                               | 年                                 |
| ---------------------------------------------------------------------------- | ---------------------------------- | ---------------------------------- | ---------------------------------- | ---------------------------------- | ---------------------------------- | ---------------------------------- | ---------------------------------- | ---------------------------------- | ---------------------------------- | ---------------------------------- | ---------------------------------- | ---------------------------------- | ---------------------------------- |
| 降水量 mm （inch）                                                           | 224.6 (8.843)                      | 141.8 (5.583)                      | 173.4 (6.827)                      | 143.9 (5.665)                      | 135.9 (5.35)                       | 157.7 (6.209)                      | 263.2 (10.362)                     | 210.1 (8.272)                      | 225.9 (8.894)                      | 202.3 (7.965)                      | 213.3 (8.398)                      | 251.6 (9.906)                      | 2,331.1 (91.776)                   |
| 降雪量 cm （inch）                                                           | 262 (103.1)                        | 213 (83.9)                         | 83 (32.7)                          | 3 (1.2)                            | 0 (0)                              | 0 (0)                              | 0 (0)                              | 0 (0)                              | 0 (0)                              | 0 (0)                              | 1 (0.4)                            | 127 (50)                           | 695 (273.6)                        |
| 出典：気象庁（降水量平均値：1996年 - 2020年、降雪量平均値：1991年 - 2020年） |                                    |                                    |                                    |                                    |                                    |                                    |                                    |                                    |                                    |                                    |                                    |                                    |                                    |

### 隣接している自治体
富山県
- 射水市
- 砺波市
- 滑川市
- 南砺市
- 中新川郡：上市町、立山町、舟橋村

岐阜県
- 高山市
- 飛騨市

長野県
- 大町市

## 歴史

### 古墳時代
富山市街地に相当する神通川下流域は、複合扇状地の恩恵により、大化の改新よりも前から、北陸道における農作地として存在していた。
神通川西岸には、古代氏族である射水臣氏が有力氏族としており、この射水臣氏は、伊彌頭国造である大河音足尼の後裔であり、利波臣などの有力氏族を分出した。呉羽山にある古墳群は、この射水臣氏の血統の祖であると考える説がある。天平期においては、現在の富山市東部（上飯野から天正寺を経て西福沢の丸山に向かう一帯を基線とする）は東大寺の階墾田「大藪庄」と呼ばれていた。また、さらに東部において、現在の滑川市を中心とした地域は「堀江荘」と呼ばれた。

### 平安時代
平安期に入ると、新たに伊勢神宮領弘田御厨（富山市広田地区）、長講堂領新保御厨（富山市新保）、新熊野社領立山外宮（富山市太田もしくは吉岡）などの荘園が立荘された。
また北陸道における駅として、磐瀬（富山市岩瀬）、水橋（富山市水橋）が配置されていた。そのうち水橋は、「枕草子」において「わたりは、しかすがのわたり、こりずまのわたり、水橋のわたり」として記されている。
律令制度において、貴族社会を根底から支える貴族私有地制度「荘園」は拡大し、白河・鳥羽・後白河の三代院政期において、さらに増加した。当時、実質院分国であった越中国において、藤原顕隆の勧修寺一族の遠戚である宮道氏が留守役として下向していた。
白河法皇が死去すると、在地において知行国として荘園を管理する体制が現れた。堀江荘は藤原顕隆一門（勧修寺家）が、般若野荘・宮川荘を藤原公能一門（徳大寺家）が、高野荘を藤原実行一門（三条家）が支配した。勧修寺家の留守役である宮道氏は堀江荘や太田保（富山市太田）を私領支配し、その分家筋である太田氏や蜷川氏の祖となった。その他の荘園も、同様に在地の私領支配へと移っていった。

### 鎌倉時代
源頼朝の知行である鎌倉時代になると、南部に広がる太田保が北陸道大将軍に任ぜられた幕府の御家人、北条朝時（名越氏）所領となった。これは、平氏の知行もなかなか受け入れず、木曾義仲に与し、源義経の逃亡路となったという、幕府にとって都合の悪い越中国の国人達を牽制したものである。その一方で堀江荘における宮道氏は荘園を安堵され、太田氏も太田保を除く開発領を安堵されており、在地の者に対する御家人への道を残している。
このころ、名越朝時の被官として後の新川郡守護代家である千葉一族椎名氏が入部し、在地に土着した。

### 南北朝時代
越中国守護北条朝時（名越）は、執権北条氏における有力庶流の血統であったため、北条氏嫡流の弾圧を受け続けた。そして名越時有の代になると、六波羅探題が壊滅、在地武士の離反にあって最後は一族79人が放生津城にて割腹し、最期を遂げた。時近くして、鎌倉において北条高時が自害、鎌倉幕府は滅亡した。
南北朝時代に入り、観応の擾乱で活躍した越中守護桃井直常は、太田保布市の興国寺周辺を拠点として反幕府運動を展開した。直常は一時幕府に帰順したこともあるが、斯波氏との対立により再び越中に下向して反抗した。桃井氏は長沢（富山市長沢）などで抗戦を繰り返したが、1371年（応安4年）に砺波郡五位荘の合戦後、直常は消息不明となり、斯波氏による越中掌握が進んだ。一方、神通川と常願寺川に挟まれた地域に広く拡大した太田保は、室町幕府管領細川家領となり、太田保北部に柳町（富山市柳町）などの町が誕生する。斯波氏と細川氏は幕府内で対立関係にあり、斯波氏が越中守護として桃井氏を没落させた後も細川氏は太田保を所領し続けたため、桃井氏の残党や国人は太田保に逃げ込み、細川氏の庇護を受けた。このころ、太田保領内に富山郷が現れる。
1377年（永和3年）、越中国人の謀反が起き、守護斯波氏と合戦になった。その破れた越中国人を管領細川頼之は太田保で保護し、そこに斯波氏が攻め込むと言う事態に至った。激怒した細川頼之は代官篠本氏を派遣し斯波氏と対峙させ、事態は一触即発の状況となった。この状況が続き、やがて京における細川追い落としの動きが強まり、細川頼之は管領を罷免され、斯波義将が管領となった（康暦の政変）。ところが細川氏は太田保を手放さずにいたため、ついに越中国守護は斯波氏から畠山基国に譲られる。以降160年にわたり、越中国の守護は最後の畠山稙長に至るまで畠山氏の世襲となる。

### 室町時代
当時の越中は、新川郡を椎名氏が、射水郡・婦負郡を神保氏が、砺波郡を遊佐氏が「守護役」から発展した分郡守護代として被官していた。守護代の下には「又守護代」や「郡使」などと呼ばれた国人たちがいた。
越中守護畠山持国の跡目争いから生じた応仁の乱の際には、これら分郡守護代達は畠山政長の臣下として従軍した。なかでも神保長誠は政長自決ののち、政長の立てた将軍足利義材を越中放生津に迎え、将軍公権を二分する幕府政権（越中公方）を構えるに至った。この際も、越中新川郡の椎名氏などを含む諸国の畠山守護代たちは足利義材の受け入れに協力し、義材が越中を離れるまで分郡守護代達の足並みは揃っていた。しかし、要であった政長を失った畠山氏は各地の国人たちを束ねることができず、求心力を失った。越中においても各分郡守護代が力を増し、細川氏の庇護を受けた本願寺による一向一揆も力をつけるなど、歴史の幕は次なる権力闘争へと移っていった。

### 安土桃山時代

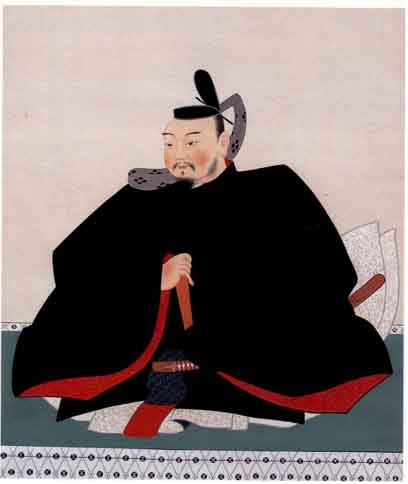
佐々成政

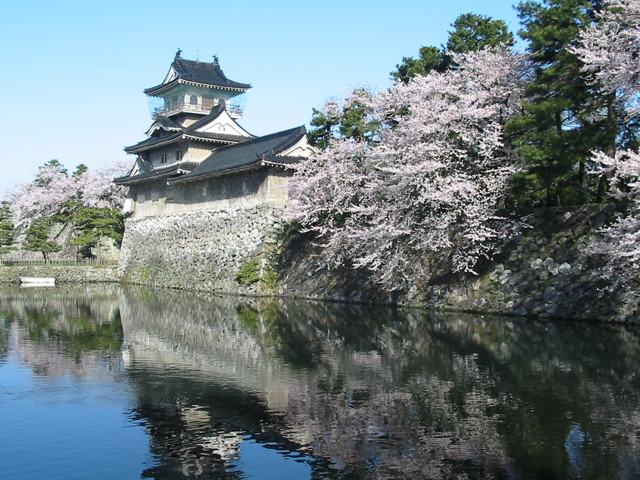
富山城

戦国時代以降、婦負郡・射水郡分郡守護代であった神保長職によって太田保北端を流れる神通川の自然堤防上に富山城が築城され、城下町としての富山町が発展した。このころの越中国は越後上杉氏や織田氏の侵攻を受けていた。一時、越後上杉氏の侵攻を受けた後、織田信長により越中平定を命ぜられた佐々成政が入城し、一向一揆や越後上杉氏との戦いの拠点となった。
当時、佐々成政によってなされた治水事業は河川の氾濫を制えて、以降の下流域全体の発展に至った。
豊臣時代には、越中国は前田氏の領地の一部となり、前田氏の管轄地となった。

### 江戸時代
江戸時代に入ると南部に土方氏の布市藩が成立した。その後、布市藩は能登に移封され、加賀藩初代藩主前田利長が富山城を隠居地とした。1609年（慶長14年）に富山城が焼失したため、利長は高岡へ移った（慶長富山火災）。なお、この火災で城下町のほとんどが焼失したとする説があるが、これは元禄年間に記された『 三壺聞書』に由来する説であり、当時の史料によれば城は全焼したものの城下町は比較的軽微な被害であったとみられている。
その後、利長の養嗣子となった二代藩主前田利常が隠居する際、その子前田利次に越中54万石のうち婦負郡一円の地と富山を含む新川郡の一部10万石を分封し、富山藩が成立した。
この分封により、富山城下は富山町として現在の富山市中心市街区が整備され発展した。また、富山藩二代藩主前田正甫（利次の子）が製薬を推進したため、薬の製造と販売を一括して行ったうえにそれを顧客の自宅に配置するという特殊な業態を創造し、それを中心とした産業が発展した。
中世以来三津七湊のひとつとして栄えた岩瀬地区では、北前船などの日本海航路の拠点として発展した。

### 明治時代
- 1871年（明治4年）8月29日（旧暦7月14日）の廃藩置県により、富山藩領は富山県（旧県）となり、加賀藩領は金沢県（第一次）となった。同年12月31日（旧暦11月20日）に富山県は金沢県礪波郡・新川郡の編入と同時に新川県へ改名した。1873年（明治6年）9月6日には新川県庁が魚津から富山城址に移転した。1876年（明治9年）4月18日に新川県は石川県に編入されたが、分県運動の末、1883年（明治16年）5月9日には石川県から旧・新川県（越中国）全域が富山県として分離され、現行の富山県が発足。以来、富山は富山県の県庁所在地となっている。
- 1889年（明治22年）4月1日の市制施行ののち、臨海部を中心として機械工業や化学工業による工業化が進んでいた。1899年（明治32年）に官営鉄道北陸線（現・あいの風とやま鉄道線）が開通し、江戸時代から続く日本海航路の拠点である岩瀬港や、甲信越地方・東海地方とを結ぶ交通の要衝として発展していた。
- 岩瀬港周辺では廻船問屋が栄華を極め、特に大きな廻船問屋は馬場家、米田家、森家、畠山家、宮城家の5つの問屋であった。中でも馬場家はその八代目の妻である馬場はるが旧制富山高等学校の設立に尽力し、現在の金額で総額160億円もの寄付を行い、富山市女性初の名誉市民となっている[11] 。
- また、売薬業においても江戸時代から着々と積み重ね、大きく成長した薬問屋が隆盛していた。中でも荻原氏、中田氏、金岡氏、密田氏、松井氏などが特に大きな富山市在地の問屋として知られていた。彼らの中から、北陸銀行初代頭取である中田清兵衛や、北陸電力の前身となる富山電灯の創業者である金岡又左衞門が生まれている。

### 戦前
- 1928年（昭和3年）に、県施工の「富山都市計画事業」（運河・街路・土地区画整理事業の3本柱）が採用された。富山駅の北側と神通川河口の東岩瀬港とを直結する富岩運河により工業地帯を形成、116万立方メートルの運河開削土砂を得て、約117ヘクタールの旧河道（神通廃川地）を埋め立て、新市街地を造ろうという一挙両得の計画であった。
- 1936年（昭和11年）には神通廃川地の埋立地で、日満産業大博覧会が開かれ、この時期に、富山県庁舎や富山電気ビルデイングなどの近代建築が建ち並び、富山市の都心部となるに至った[12]。現在、屋形舟や桜並木で市民の愛着を得ている松川や、宮本輝の小説『蛍川』や同名映画で有名ないたち川は、神通川の旧河道の痕跡である。
- この開削埋め立て計画は 或る都市計画エンジニアの人生について にあるとおり、富山県の都市計画富山地方委員会技師、赤司貫一によるもので、白井芳樹（元富山県土木部長）が著した『都市 富山の礎を築く 〜河川・橋梁・都市計画にかけた土木技術者の足跡〜』（2009年技報堂出版）や『昭和初期の富山都市圏における土木事業と三人の土木技師』（都市計画 55(4), 94, 2006年8月25日号）などに詳しく記されている。なお、都市計画地方委員会は道府県ごとに設置され、赤司貫一は内務省から送りこまれた都市計画担当の技師である。赤司は10年間富山に勤め、立案から事業の概成まで、一貫してたずさわった。
- 1940年代に戦時色が強くなると富山城址が国威発揚の場の中心となり、1940年（昭和15年）8月10日には5000人を集めた討英市民大会、1941年（昭和16年）7月7日には1万人以上を集めた国威宣揚富山市民大会、1942年（昭和17年）2月18日には非常に多数の市民を集めたシンガポール陥落戦勝祝賀式など、第二次世界大戦の序盤までは多数のイベントが開催された[13]。しかし一方で大戦末期、1945年（昭和20年）8月2日の富山大空襲では富山城址（東南角）がアメリカ軍の爆撃目標となり、死者2,275人、市街地の99.5%が焼失する壊滅的な被害を受け、城下町としての入り組んだ町並みや面影は破壊された。

### 戦後
- 1950年（昭和25年）、戦後の焼け野原になった富山市において都市計画が策定された。富山駅を中心とした放射状道路と碁盤目の直交した道路によって構成された近代都市計画が推し進められた。戦前から存在した港湾設備や重化学工業や機械工業の復興が行われ、高岡市、新湊市（現・射水市）などの臨海部を占める地区と一体となった工業地帯を形成した。さらに工業の発展とともに需要の高まりを見せた電力供給のため、河口域には大規模な火力発電所が整備された。そうして富山市は高度経済成長期を駈け抜けた。
- 1952年（昭和27年）に「富山市民の歌」を制定（新設合併のため2005年に失効）。1954年（昭和29年）には空襲からの復興記念事業として、富山産業大博覧会が開催された。
- 戦前から患者がいたが、1955年（昭和30年）ごろから1970年代にかけて健康に影響する奇病のイタイイタイ病の公害問題が深刻になり民事訴訟などで問題化した。これは四大公害病のひとつで、岐阜県の三井金属鉱業神岡事業所（神岡鉱山）による鉱山の製錬に伴う未処理廃水が神通川に流入、下流域である熊野、神明（旧富山市）、婦中（旧婦中町）で発症する人が現れた。
- 1963年（昭和38年）8月、公共用飛行場として富山空港が開港する。東京便（フレンドシップ機）が就航した。
- 1964年（昭和39年）9月14日 - 富山化学工場から塩素ガスが流出する事故が発生。周辺住民531人が中毒症状になった[14]。
- 1972年（昭和47年）、週末ごとに繁華街を中心に若者が集結し始め、通りをマイカーで暴走するようになった。同年6月7日には交通規制に反発した若者らが乗用車数百台で市内を暴走。見物人約2500人も商店などに投石を行い破壊。暴動と化した[15]。事態を重く見た富山県警察は中部管区警察局の支援を得て、同年6月24日に機動隊など1200人を投入。市内の主要道路を夜間通行止めとし、映画館などの深夜営業を中止とさせた上で、集まった約1000人の群衆を解散させた[16]。
- 1979年（昭和54年）11月21日、富山市内の人口が30万人を超えた[17]。

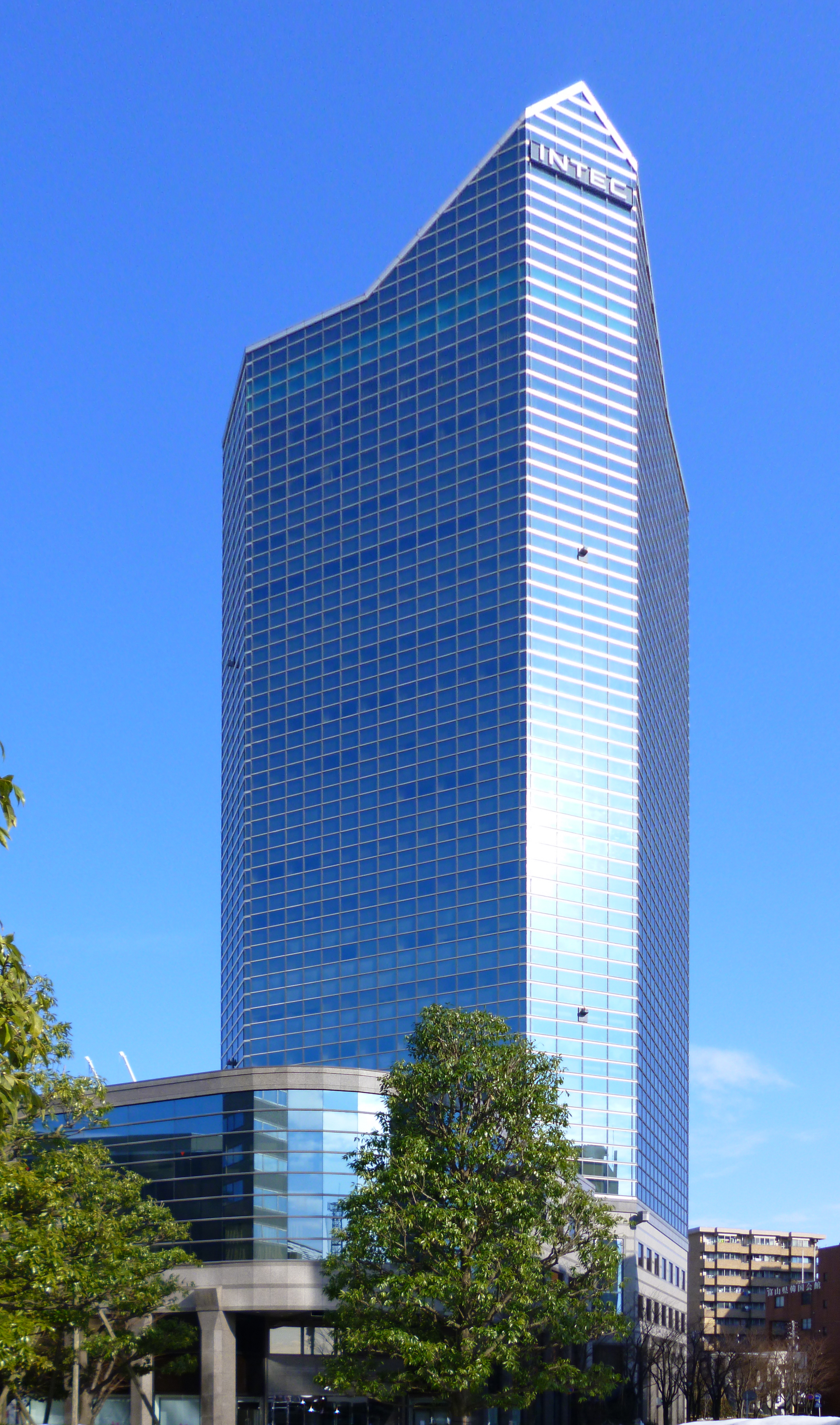
平成初頭に整備が進んだ富山駅北地区のランドマーク「タワー111」

- 1993年（平成5年）3月、富山空港に第1期国際線ビルが完成する。同年4月に韓国・ソウル便が、1994年（平成6年）7月にロシア・ウラジオストク便が就航する。
- 1994年（平成6年）7月31日から8月24日にかけて、全国高等学校総合体育大会が開催された。
- 1995年（平成7年）、富山市民芸術創造センターが完成した。これは、音楽・演劇・舞踊・美術などの創作・練習を行うことができる施設である。本番のステージと同様の環境で練習が行える舞台稽古場やリハーサル室、個人やグループの日ごろの練習が行える練習室がある。
- 1996年（平成8年）4月1日、富山市（1889年 - 2005年）が中核市の指定を受ける。事務権限が強化され、飲食店営業などの許可、保育所の設置の認可・監督などの事務を行うことができるようになった。
- 1996年（平成8年）9月、富山市芸術文化ホール（オーバード・ホール）のこけら落としがなされた。4層5階、総客席数2,200席を有しており、コンサートや演劇、学会などに幅広く利用されている。3面半舞台と呼ばれる舞台であり、大きな舞台セットを転換することができる。
- 1996年（平成8年）9月28日から10月7日にかけて、国民文化祭とやま’96が開催された。
- 1997年（平成9年）、富岩運河環水公園が開園する。とやま都市MIRAI計画のシンボルゾーンとして整備された、富岩運河の周りに造られた広さ9.7ヘクタールの公園である。園内には、一対の展望塔や展望塔間を結ぶ赤い糸電話を備えた天門橋がある。環水公園と岩瀬とを結ぶ、富岩水上ラインの乗降場がある。
- 1998年（平成10年）、富山空港に中国・大連便が就航する。
- 1999年（平成11年）、富山市総合体育館が完成する。
- 1999年（平成11年）、富山国際会議場が完成する。
- 2000年（平成12年）4月1日、第55回国民体育大会「2000年とやま国体」が、冬季、夏季、秋季大会と、年間を通じて開催される。
- 2000年（平成12年）、第36回全国身体障害者スポーツ大会（きらりんぴっく富山）が開催される。
- 2005年（平成17年）4月1日、富山市並びに上新川郡大沢野町、大山町、婦負郡八尾町、婦中町、山田村及び細入村が合併して、富山市が発足する（平成の大合併）。新設合併のため、中核市の指定を受ける。なおこれにより、上新川郡及び婦負郡が消滅。
- 2006年（平成18年）、西日本旅客鉄道（JR西日本）からの移管を受ける形でLRT路線の富山ライトレール富山港線が開業する。
- 2007年（平成19年）2月8日、富山市の中心市街地活性化基本計画が第1号として認定される。436ヘクタールが対象で、病院や介護施設、商店を中心部に集約し、高齢者らが次世代型路面電車などを核に、車に頼らず暮らせる環境づくりを進める計画。バス路線の支援事業やJR高山本線の増便事業、富山ライトレールなどの公共交通機関支援事業を実行している。
- 2007年（平成19年）3月25日午前9時42分ごろの、能登半島地震により市内では新桜町・婦中町笹倉地区で震度5弱、石坂・八尾町福島・今泉・上二杉・花崎・山田湯・楡原地区で震度4を観測した。
- 2007年（平成19年）、八尾地域に「坂のまち大橋」が開通する。
- 2008年（平成20年）7月22日、政府から環境モデル都市に選定される[18]。
- 2008年（平成20年）、JR高山本線に婦中鵜坂駅が開業する。
- 2009年（平成21年）、路面電車の富山都心線開通による環状運転および新型車両のセントラムが運転開始。
- 2010年（平成22年）、国道41号猪谷楡原道路（庵谷～楡原間）が開通する。
- 2011年（平成23年）、アイザックスポーツドームが完成する。
- 2012年（平成24年）、常西公園小水力発電所、東町・東新町公民館小水力発電所が完成する。
- 2013年（平成25年）、山田地域ライトアップ事業、虹のかけはしが開催される。
- 2014年（平成26年）12月、米国・ロックフェラー財団が主導する「100のレジリエント・シティ」（100RC）プログラムにおいて、都市が直面する課題に対し、先進的な取り組みを行う世界の100の都市のひとつとして選定された。

2015年の富山駅

- 2015年（平成27年）3月14日、北陸新幹線長野 - 金沢間が開業し、東京を始めとする首都圏・関東地方とのアクセスが飛躍的に向上した。また、同時に富山駅現駅舎の部分開業および路面電車の富山軌道線の富山駅高架下乗り入れが開始。
- 2015年（平成27年）、富山市ガラス美術館・富山市立図書館本館などの複合施設TOYAMAキラリが完成する。
- 2016年（平成28年）5月15日・16日、第42回先進国首脳会議「伊勢志摩サミット」のG7富山環境大臣会合が富山市で開催された。G7およびEUの環境担当大臣や関係国際機関の大臣などが国際社会が直面する主要な環境問題に関する意見交換をするなど、「富山物質循環フレームワーク」が採択された。しかし、8月から9月にかけて市議会の自民党議員が偽造領収書を用いて政務活動費を不正に受領していたことが発覚した。民進党系議員の中からも不正行為者が判明し、9月20日現在で10人が議員辞職を表明している。
- 2017年（平成29年）3月、富山市レジリエンス戦略を策定し、自然災害などに対応する都市レジリエンスの向上に資するさまざまな取り組みを推進する。
- 2018年（平成30年）6月15日、経済・社会・環境の分野をめぐる広範な課題に統合的に取り組む地方自治体として、国（内閣府）のSDGs未来都市に選定された[19]。8月には、富山市SDGs未来都市計画を策定した。
- 2018年（平成30年）、ねんりんピック富山2018が開催される。
- 2019年（平成31年）3月に、富山市環境モデル都市行動計画 ～コンパクトシティ戦略によるCO2削減計画～（第3次：2019年 - 2023年）を策定した。
- 2020年（令和2年）3月21日、富山市の南北を走る路面電車の直通運転が始まった[20]。これに先立ち同年2月22日に富山市南部を走る路面電車を運行する富山地方鉄道と富山市北部を走る路面電車を運行する富山ライトレールが合併した。
- 2021年（令和3年）1月1日、富山県は暴力団排除条例を改正して、桜木町一帯、富山駅前周辺の繁華街を暴力団排除特別強化地域に指定。暴力団員などによる みかじめ料の要求も飲食業者などからの支払いなども禁止し、違反した場合には双方に罰則を科すこととした[21]。

## 人口
2020年（令和2年）国勢調査による富山市の人口重心は小泉町交差点付近にある。
| |                                        |  |
| 富山市と全国の年齢別人口分布（2005年） | 富山市の年齢・男女別人口分布（2005年） |  |
| ■紫色 ― 富山市 ■緑色 ― 日本全国 | ■青色 ― 男性 ■赤色 ― 女性              |  |
| 富山市（に相当する地域）の人口の推移 \| 1970年（昭和45年） \| 350,085人 \| \| \| 1975年（昭和50年） \| 372,835人 \| \| \| 1980年（昭和55年） \| 391,554人 \| \| \| 1985年（昭和60年） \| 401,070人 \| \| \| 1990年（平成2年） \| 408,942人 \| \| \| 1995年（平成7年） \| 417,595人 \| \| \| 2000年（平成12年） \| 420,804人 \| \| \| 2005年（平成17年） \| 421,239人 \| \| \| 2010年（平成22年） \| 421,953人 \| \| \| 2015年（平成27年） \| 418,686人 \| \| \| 2020年（令和2年） \| 413,938人 \| \| |                                        |  |
| 総務省統計局 国勢調査より |                                        |  |
| 1970年（昭和45年） | 350,085人                              |  |
| 1975年（昭和50年） | 372,835人                              |  |
| 1980年（昭和55年） | 391,554人                              |  |
| 1985年（昭和60年） | 401,070人                              |  |
| 1990年（平成2年） | 408,942人                              |  |
| 1995年（平成7年） | 417,595人                              |  |
| 2000年（平成12年） | 420,804人                              |  |
| 2005年（平成17年） | 421,239人                              |  |
| 2010年（平成22年） | 421,953人                              |  |
| 2015年（平成27年） | 418,686人                              |  |
| 2020年（令和2年） | 413,938人                              |  |

## 行政

### 政策

ガラス美術館などが入るTOYAMAキラリ

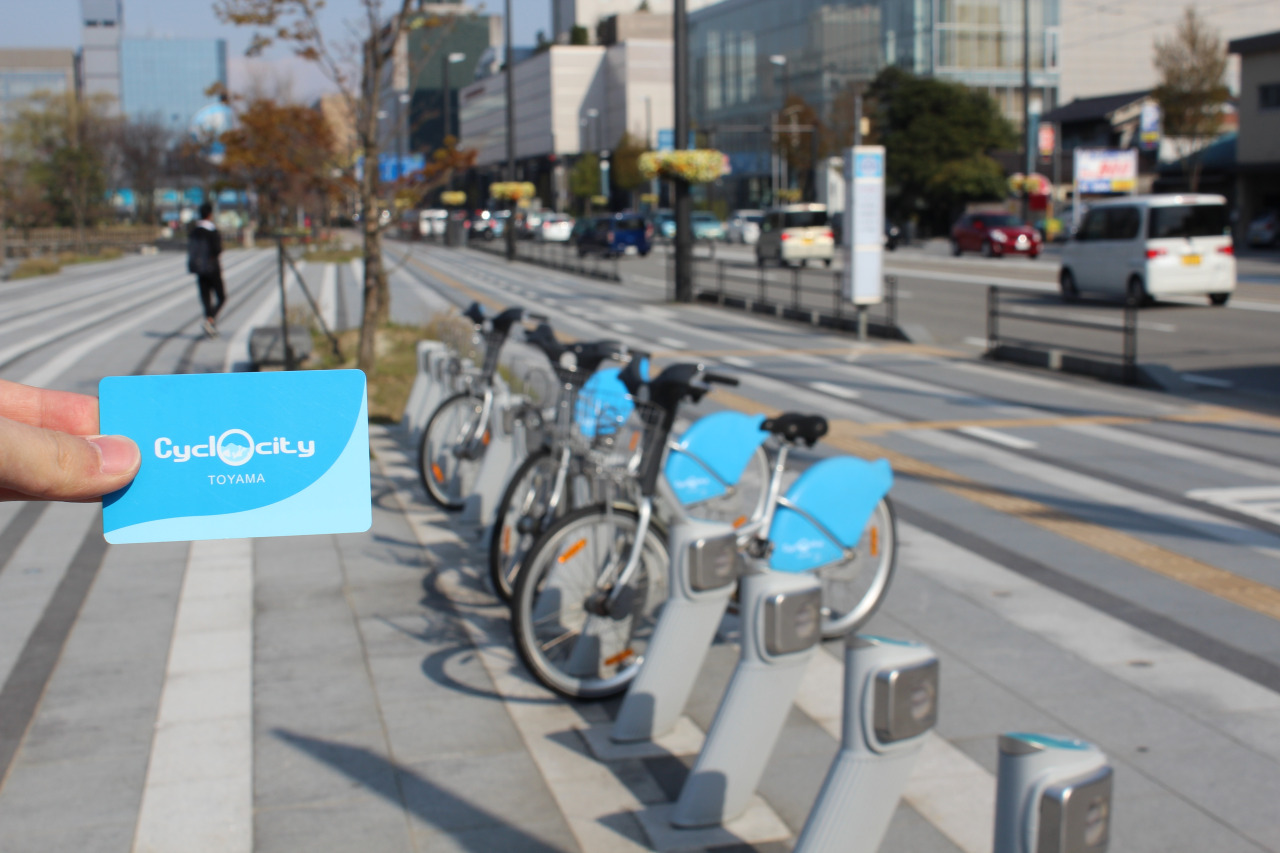
街中にステーションが設けられたレンタサイクル「アヴィレ」

公共交通でコンパクトシティへ
郊外型、拡散型のまちづくりが進んだ結果、富山市は車での移動には便利であるが、車がないと大変不便な街になった。このように、人口・都市機能が市域全般に広がった状態では、道路の整備やごみの収集などの公共サービスのコストが増加する傾向がある。さらに、人口が減少し、三位一体の改革で国からの交付金や補助金が減少すると、社会の維持が難しくなる。
そこで、富山駅を中心に放射状に伸びる鉄軌道や幹線バス路線の各駅を拠点にまちの整備が進められている。このようにすることで、車がなくても便利で、さらに公共サービスのコストを抑えることができるとしている（モータリゼーションの解消）。そのため、次のような施策が行われている。
- まちなか居住推進事業 - まちなかでの住宅取得費用や賃貸住宅の家賃への補助を行い、都市地区への人口回帰を促す。2006年（平成18年）、中心市街地の人口は増加に転じた。
- 富山ライトレールの開業 - 利用者の減少が深刻な問題となっていたJR富山港線を一部路面電車化して本数を増やし、またバスの周回時刻に合わせるなどして利便性の向上を図った。
- 富山地方鉄道富山軌道線に環状線を新設することで、LRTの新型車両により富山駅周辺と中心商店街とを結んでいる。
- 高山本線（活性化）社会実験 - 運行本数を増やすとともに、各駅でフィーダーバスの運行や無料駐車場（パークアンドライド）を設置することで、利用者の増加を図る試み。
- 中心市街地活性化基本計画 - 人口減少・少子高齢社会に対応した、多様な都市機能がコンパクトに集積したまちを実現するために策定する。国の1号認定が下り、補助金を受けられることになった。

20年後の都市の将来像を描くために、都市マスタープランを策定した。
富山市環境モデル都市行動計画 〜コンパクトシティ戦略によるCO2削減計画〜を策定した。

### 機関
2007年（平成19年）4月1日現在の職員数は4,374人。2010年度までに4,311人以下に削減（2005年時点より5.1%の削減）することを進めている。同規模の都市と比べると市民1人あたりの職員数はまだ多い。現在、民間委託・民営化を進めたり、PFIの活用を行ったりしている。地区センターでは、各種申請、書類の発行が行えるようになっている（2006年11月25日現在）。

#### 役所
- 市長
  - 副市長

| - 企画管理部 - 財務部 - 福祉保健部 - こども家庭部 - 市民生活部 - 環境部 - 商工労働部 - 農林水産部 - 活力都市創造部 - 建設部 | - 大沢野行政サービスセンター - 大山行政サービスセンター - 八尾行政サービスセンター - 婦中行政サービスセンター - 山田中核型地区センター - 細入中核型地区センター - 病院事業管理者 - 富山市民病院 - 富山まちなか病院（旧逓信病院） | - 会計管理者 - 出納課 - 上下水道事業管理者 - 上下水道局 - 消防局長 - 消防局 |

#### 窓口
- 富山地域：富山市役所本庁・総曲輪・愛宕・安野屋・八人町・五番町・柳町・清水町・星井町・西田地方・堀川・堀川南・東部・奥田・奥田北・桜谷・五福・神明・岩瀬・萩浦・大広田・浜黒崎・針原・豊田・広田・新庄・藤ノ木・山室・山室中部・太田・蜷川・新保・熊野・月岡・四方・八幡・草島・倉垣・呉羽・長岡・寒江・古沢・老田・池多・水橋中部・水橋西部・水橋東部・三郷・上条・光陽
- 大沢野地域：大沢野行政サービスセンター・大久保・船峅・小羽・下タ北部
- 大山地域：大山行政サービスセンター・小見・大庄・福沢
- 八尾地域：八尾行政サービスセンター・保内・杉原・卯花・室牧・黒瀬谷・野積・仁歩・大長谷
- 婦中地域：婦中行政サービスセンター・鵜坂・朝日・宮川・婦中熊野・古里・音川・神保
- 山田地域：山田中核型地区センター
- 細入地域：細入中核型地区センター・南部

#### 教育
- 教育委員会
  - 教育総務課 - 富山外国語専門学校
  - 統合校整備等推進室
  - 学校施設課
  - 学校教育課 - 教育センター、野外教育活動センター、小学校・中学校・幼稚園
  - 学校保健課 - 学校給食センター
  - 生涯学習課 - 民俗民芸村管理センター、埋蔵文化財センター、公民館、市民学習センター、図書館、科学博物館、郷土博物館、富山ガラス造詣研究所、日本海文化研究所
  - スポーツ健康課
  - 大沢野教育行政センター - 小学校・中学校・幼稚園、公民館、大沢野生涯学習センター、大沢野ふれあいセンター、大沢野文化会館
  - 大山教育行政センター - 小学校・中学校・幼稚園、公民館、大山文化会館、大山歴史民俗資料館
  - 八尾教育行政センター - 小学校・中学校・幼稚園、公民館、八尾コミュニティセンター、八尾おわら資料館、八尾美術保存展示館、八尾化石資料館、八尾スポーツアリーナ
  - 婦中教育行政センター - 小学校・中学校・幼稚園、公民館、婦中ふれあい館、婦中体育館
  - 山田教育行政センター - 小学校・中学校、公民館
  - 細入教育行政センター - 小学校・中学校、公民館、猪谷関所館
  - 公設地方卸売市場（掛尾町）
- 営農サポートセンター（月岡町）

#### 消防
| - 富山市消防局 - 富山消防署 - 中分署 - 東部出張所 - 南部出張所 - 北部出張所 - 富山北消防署 - 和合出張所 - 海上分遣所 - 呉羽消防署 - 水橋消防署 - 大沢野消防署 - 細入分遣所 - 大山消防署 - 小見分遣所 - 八尾消防署 - 婦中消防署 - 山田分遣所 |

#### 警察
- 富山県警察本部
  - 富山中央警察署
  - 富山南警察署
  - 富山西警察署
  - 富山北警察署（2020年11月24日富山中央署に統合され廃止。現・富山北幹部交番）

#### 郵便
主な郵便局
- 富山中央郵便局 - ゆうちょ銀行富山店、かんぽ生命保険富山支店、富山南郵便局富山駅前分室を併設（無集配局）
- 富山西郵便局（地域区分局）
- 富山南郵便局（地域区分局ではなくなったが、当時の郵便事業富山支店から市中心部の集配を委譲された）
- 富山北郵便局
- 越中八尾郵便局
- 大沢野郵便局
- 上滝郵便局
- 呉羽郵便局
- 古里郵便局
- 細入郵便局
- 水橋郵便局

#### 県の機関
| - 富山県自然博物園ねいの里 - 東部教育事務所 - 富山県有峰ハウス - 富山県営井田川発電管理署 - 富山県企業局若土堰堤見張所 - 富山県業務公社 - 富山県森林政策課有峰 - 富山県総合教育センター - 富山県畜産試験場 - 富山県庁 - 富山県鳥獣保護センター - 富山県農業技術センター農業機械研修所 - 富山県防災センター入札専用 - 富山県女性相談センター | - 富山県薬業研修センター（2008年3月末で廃止） - 富山農業普及指導センター - 花と緑の銀行（財） - 発電所 - 富山県営大長谷発電所 - 富山県営仁歩発電所 - 富山県営室牧発電所 - ダム - 富山県営八尾ダム管理所 - 富山県熊野川ダム管理所 - 富山県室牧ダム管理事務所 |

#### 国の機関
| - 総務省 - 富山行政評価事務所 - 法務省 - 富山刑務所 - 富山少年鑑別所 - 富山地方検察庁 - 富山地方法務局 - 富山保護観察所 - 名古屋出入国在留管理局富山出張所 - 財務省 - 富山税務署 - 伏木税関支署富山出張所 - 伏木税関支署富山空港出張所 - 富山財務事務所 - 厚生労働省 - 富山労働局 - 富山労働基準監督署 - ハローワーク富山 - ハローワーク富山若年者職業相談コーナーマザーズサロン - 新潟検疫所富山空港出張所 | - 農林水産省 - 富山森林管理署 - 常願寺川治山事業所 - 神通森林事務所 - 北陸農政局水橋農地整備事業所 - 北陸農政局富山県拠点 - 経済産業省 - 中部近畿産業保安監督部北陸産業保安監督署 - 中部経済産業局電力・ガス事業北陸支局 - 国土交通省 - 大阪航空局富山空港出張所 - 国土地理院北陸地方測量部 - 富山地方気象台 - 伏木海上保安部富山分室 - 富山運輸支局 - 北陸地方整備局富山河川国道事務所 - 北陸地方整備局北陸技術事務所富山出張所（富山防災センター） - 北陸地方整備局伏木富山港湾事務所 - 防衛省 - 自衛隊富山地方協力本部 |

#### 独立機関
- 自動車技術総合機構北陸信越検査部富山事務所
- 自動車事故対策機構富山支署
- 日本貿易振興機構富山事務所

#### 特殊機関
- 日本年金機構富山年金事務所

#### 国際機関
- 国連環境計画（UNEP）北西太平洋地域海行動計画（英語版）（NOWPAP）地域調整部富山事務所

#### 広域機関
- 富山地区広域圏事務組合 - 構成市町村は、富山市、滑川市、立山町、上市町、舟橋村。
  - 富山地区広域圏クリーンセンター（立山町）
  - 富山地区広域圏リサイクルセンター・リサイクルプラザ（富山市）
  - 富山地区広域圏事務組合 常願寺ハイツスポーツ公園（立山町）

### 歴代市長
| 代                                       | 氏名                                     | 就任年月日                               | 退任年月日                               | 備考                                     |
| 歴代富山市長（1889年ー2005年）（公選前） | 歴代富山市長（1889年ー2005年）（公選前） | 歴代富山市長（1889年ー2005年）（公選前） | 歴代富山市長（1889年ー2005年）（公選前） | 歴代富山市長（1889年ー2005年）（公選前） |
| ---------------------------------------- | ---------------------------------------- | ---------------------------------------- | ---------------------------------------- | ---------------------------------------- |
| 1                                        | 前田則邦                                 | 1889年6月2日                             | 1895年5月27日                            |                                          |
| 2                                        | 市川伯孝                                 | 1895年6月1日                             | 1901年5月23日                            |                                          |
| 3                                        | 市川伯孝                                 | 1901年5月24日                            | 1901年10月1日                            |                                          |
| 4                                        | 加藤厚寛                                 | 1901年12月13日                           | 1907年12月12日                           |                                          |
| 5                                        | 関野善次郎                               | 1907年12月12日                           | 1909年5月7日                             |                                          |
| 6                                        | 井上政寛                                 | 1909年8月18日                            | 1915年8月17日                            |                                          |
| 7                                        | 稲垣宗正                                 | 1915年9月4日                             | 1919年1月17日                            |                                          |
| 8                                        | 牧野平五郎                               | 1919年2月17日                            | 1923年2月13日                            |                                          |
| 9                                        | 牧野平五郎                               | 1923年2月26日                            | 1925年8月19日                            |                                          |
| 10                                       | 牧野平五郎                               | 1925年10月28日                           | 1928年5月10日                            |                                          |
| 11                                       | 井上政寛                                 | 1928年5月21日                            | 1930年7月17日                            |                                          |
| 12                                       | 上埜安太郎                               | 1930年8月2日                             | 1933年3月9日                             |                                          |
| 13                                       | 金山米次郎                               | 1933年3月11日                            | 1934年12月19日                           |                                          |
| 14                                       | 野村嘉六                                 | 1934年12月20日                           | 1935年5月14日                            |                                          |
| 15                                       | 平田紀一                                 | 1935年5月17日                            | 1936年2月1日                             |                                          |
| 16                                       | 山崎定義                                 | 1936年2月6日                             | 1940年2月5日                             |                                          |
| 17                                       | 森勇                                     | 1940年3月2日                             | 1944年2月26日                            |                                          |
| 18                                       | 石坂豊一                                 | 1944年3月1日                             | 1946年12月4日                            |                                          |
| 歴代富山市長（1889年ー2005年）（公選）   |                                          |                                          |                                          |                                          |
| 19                                       | 尾山三郎                                 | 1947年4月10日                            | 1950年5月9日                             |                                          |
| 20                                       | 富川保太郎                               | 1950年6月27日                            | 1954年6月9日                             |                                          |
| 21                                       | 富川保太郎                               | 1954年6月25日                            | 1958年6月22日                            |                                          |
| 22                                       | 富川保太郎                               | 1958年6月23日                            | 1959年2月7日                             |                                          |
| 23                                       | 湊栄吉                                   | 1959年3月16日                            | 1963年3月14日                            |                                          |
| 24                                       | 湊栄吉                                   | 1963年3月15日                            | 1967年3月14日                            |                                          |
| 25                                       | 湊栄吉                                   | 1967年3月15日                            | 1971年3月14日                            |                                          |
| 26                                       | 改井秀雄                                 | 1971年3月15日                            | 1975年3月14日                            |                                          |
| 27                                       | 改井秀雄                                 | 1975年3月15日                            | 1979年3月14日                            |                                          |
| 28                                       | 改井秀雄                                 | 1979年3月15日                            | 1983年3月14日                            |                                          |
| 29                                       | 改井秀雄                                 | 1983年3月15日                            | 1983年3月31日                            |                                          |
| 30                                       | 塩谷敏幸                                 | 1983年4月25日                            | 1985年12月15日                           |                                          |
| 31                                       | 正橋正一                                 | 1986年1月27日                            | 1990年1月25日                            |                                          |
| 32                                       | 正橋正一                                 | 1990年1月26日                            | 1994年1月25日                            |                                          |
| 33                                       | 正橋正一                                 | 1994年1月26日                            | 1998年1月25日                            |                                          |
| 34                                       | 正橋正一                                 | 1998年1月26日                            | 2002年1月25日                            |                                          |
| 35                                       | 森雅志                                   | 2002年1月26日                            | 2005年3月31日                            |                                          |
| 歴代富山市長（2005年ー）                 |                                          |                                          |                                          |                                          |
| -                                        | 中斉忠雄                                 | 2005年4月1日                             | 2005年4月24日                            | 職務執行者                               |
| 1                                        | 森雅志                                   | 2005年4月24日                            | 2009年4月23日                            |                                          |
| 2                                        | 森雅志                                   | 2009年4月24日                            | 2013年4月23日                            |                                          |
| 3                                        | 森雅志                                   | 2013年4月24日                            | 2017年4月23日                            |                                          |
| 4                                        | 森雅志                                   | 2017年4月24日                            | 2021年4月23日                            |                                          |
| 5                                        | 藤井裕久                                 | 2021年4月24日                            | 2025年4月23日                            |                                          |
| 6                                        | 藤井裕久                                 | 2025年4月24日                            |                                          |                                          |

中斉忠雄（元大沢野町長）は、2005年4月の富山市（2005年 - ）が発足から新市長が決まるまで市長職を代行する職務執行者を勤めた。

### 財政
2007年度の当初予算規模は、約3,677億（+99億、+2.7%）である。合併して新富山市となった2005年度の当初予算（約4,410億）に比べると、約△16.6%となっている。水道事業や病院事業などの企業会計で、520億の増加が著しい。
2006年度決算（平成19年9月30日時点）は、約△63億（昨年比約△24億）で、赤字である。
- 一般会計　 37億
- 特別会計　  2億
- 企業会計△102億

市債残高は、約4,420億（前年比約△22億）である（2006年9月30日現在）。
なお、2006年度の当初予算規模は次のようになっている。
- 一般会計1,588億
- 特別会計1,500億
- 企業会計 491億

### 行政区域の変遷
- 1889年（明治22年）4月1日 - 市制の施行により、上新川郡富山83町他の区域をもって、富山市が発足する。
- 1901年（明治34年）11月1日 - 上新川郡奥田村の区域の一部を編入する。
- 1909年（明治42年）4月1日 - 上新川郡奥田村の区域の一部、堀川村の区域の一部、山室村の区域の一部、婦負郡桜谷村の区域の一部及び東呉羽村の区域の一部を編入する。
- 1917年（大正6年）4月1日 - 婦負郡桜谷村の区域の一部を編入する。
- 1920年（大正9年）4月1日 - 婦負郡桜谷村を編入する。
- 1926年（大正15年）7月1日 - 婦負郡東呉羽村を編入する。
- 1935年（昭和10年）4月1日 - 上新川郡奥田村を編入する。
- 1936年（昭和11年）2月1日 - 神通川廃川地域を編入する。
- 1937年（昭和12年）4月5日 - 上新川郡山室村の区域の一部を編入する。
- 1940年（昭和15年）9月1日 - 上新川郡新庄町、東岩瀬町、大広田村、島村、豊田村、浜黒崎村、針原村、広田村及び婦負郡神明村を編入する。
- 1942年（昭和17年）5月20日 - 上新川郡堀川町、太田村、蜷川村及び山室村を編入する。
- 1960年（昭和35年）10月1日 - 婦負郡和合町及び上新川郡富南村を編入する。
- 1965年（昭和40年）4月1日 - 婦負郡呉羽町を編入する。
- 1966年（昭和41年）5月1日 - 中新川郡水橋町を編入する。
- 2005年（平成17年）4月1日 - 富山市、上新川郡大山町、大沢野町、婦負郡婦中町、八尾町、山田村及び細入村が合併して、改めて富山市が発足する。

## 立法

### 市議会
富山市議会は、定員38人。

#### 市議会の組織
- 本会議
  - 常任委員会
    - 総務文教委員会
    - 厚生委員会
    - 商工農林水産委員会
    - 建設委員会

  - 議会運営委員会
  - 特別委員会
    - まちづくりと公共交通対策特別委員会
    - 空き家等対策特別委員会
    - 決算特別委員会（一般・特別、企業）

#### 会派の構成
（2025年4月24日現在）
| 会派名               | 議席数 | 代表者     |
| -------------------- | ------ | ---------- |
| 富山市議会自由民主党 | 15     | 横野昭     |
| 自由民主党           | 5      | 柞山数男   |
| 公明党               | 4      | 松尾茂     |
| 立憲民主党議員会     | 3      | 村石篤     |
| 日本共産党           | 1      | 赤星ゆかり |
| 会派 誠政            | 2      | 橋本雅雄   |
| 気魄                 | 1      | 谷口寿一   |
| 太政                 | 1      | 村上和久   |
| 政風会               | 1      | 市田龍一   |
| 日本維新の会         | 1      | 金井毅俊   |
| 政策フォーラム32     | 1      | 大島満     |
| 未来をつくる         | 1      | 福田敏彦   |
| みどり               | 1      | 野上明人   |
| 参政党議員会         | 1      | 金谷茜     |
| 計                   | 38     |            |

### 富山県議会（富山市選出）
- 定数：14名
- 任期：2023年（令和5年）4月30日 - 2023年（令和9年）4月29日

| 選挙区     | 議員名     | 会派名                 | 備考 |
| ---------- | ---------- | ---------------------- | ---- |
| 富山市第一 | 中川忠昭   | 自由民主党県議会議員会 |      |
| 富山市第一 | 五十嵐務   | 自由民主党県議会議員会 |      |
| 富山市第一 | 火爪弘子   | 日本共産党議員会       |      |
| 富山市第一 | 奥野詠子   | 自由民主党県議会議員会 |      |
| 富山市第一 | 岡崎信也   | 立憲民主党・県民の会   |      |
| 富山市第一 | 種部恭子   | 自由民主党県議会議員会 |      |
| 富山市第一 | 庄司昌弘   | 自由民主党県議会議員会 |      |
| 富山市第一 | 藤井大輔   | 自由民主党県議会議員会 |      |
| 富山市第一 | 佐藤則寿   | 公明党議員会           |      |
| 富山市第一 | 尾山謙二郎 | 自由民主党県議会議員会 |      |
| 富山市第一 | 大井陽司   | 自由民主党県議会議員会 |      |
| 富山市第二 | 宮本光明   | 自由民主党県議会議員会 |      |
| 富山市第二 | 井上学     | 自由民主党県議会議員会 |      |
| 富山市第二 | 立村好司   | 自由民主党県議会議員会 |      |

### 衆議院
- 任期 ： 2024年（令和6年）10月27日 - 2029年（令和10年）10月26日（「第50回衆議院議員総選挙」参照）

| 選挙区                                    | 議員名   | 党派名     | 当選回数 | 備考     |
| ----------------------------------------- | -------- | ---------- | -------- | -------- |
| 富山県第1区（旧富山市域）                 | 田畑裕明 | 自由民主党 | 5        | 選挙区   |
| 富山県第1区（旧富山市域）                 | 山登志浩 | 立憲民主党 | 1        | 比例復活 |
| 富山県第2区（市内では旧富山市を除く地域） | 上田英俊 | 自由民主党 | 2        | 選挙区   |

## 司法

### 裁判所
- 富山地方裁判所（西田地方）
- 富山家庭裁判所（西田地方）
- 富山簡易裁判所（西田地方）
- 富山検察審査会（西田地方）

### その他司法機関
- 富山刑務所（西荒屋）
- 富山県人権擁護委員連合会（牛島新町）
- 富山少年鑑別所（才覚寺）
- 富山地方検察庁（西田地方）
- 富山地方法務局（牛島新町）
- 富山保護観察所（西田地方）

## 経済

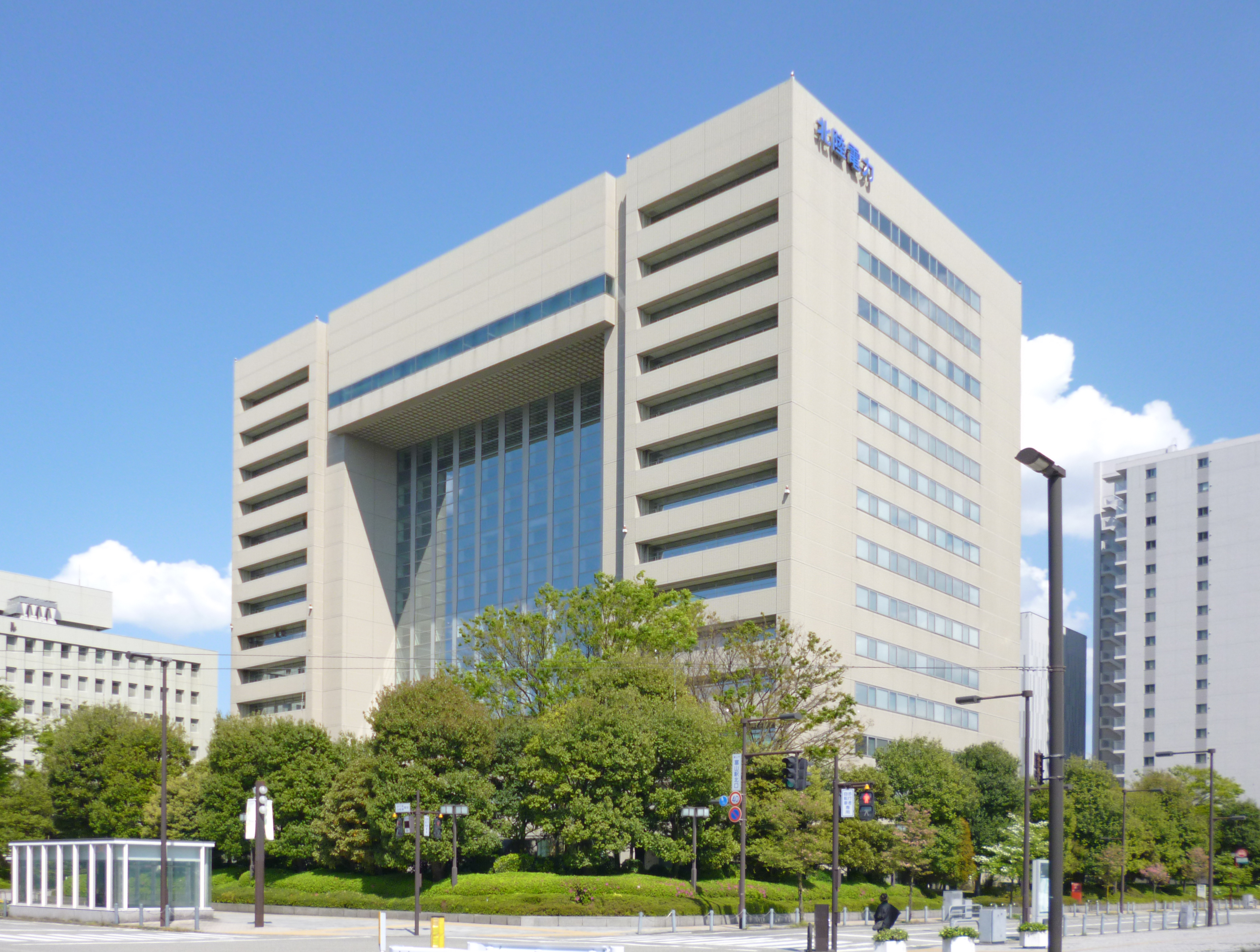
北陸電力本店

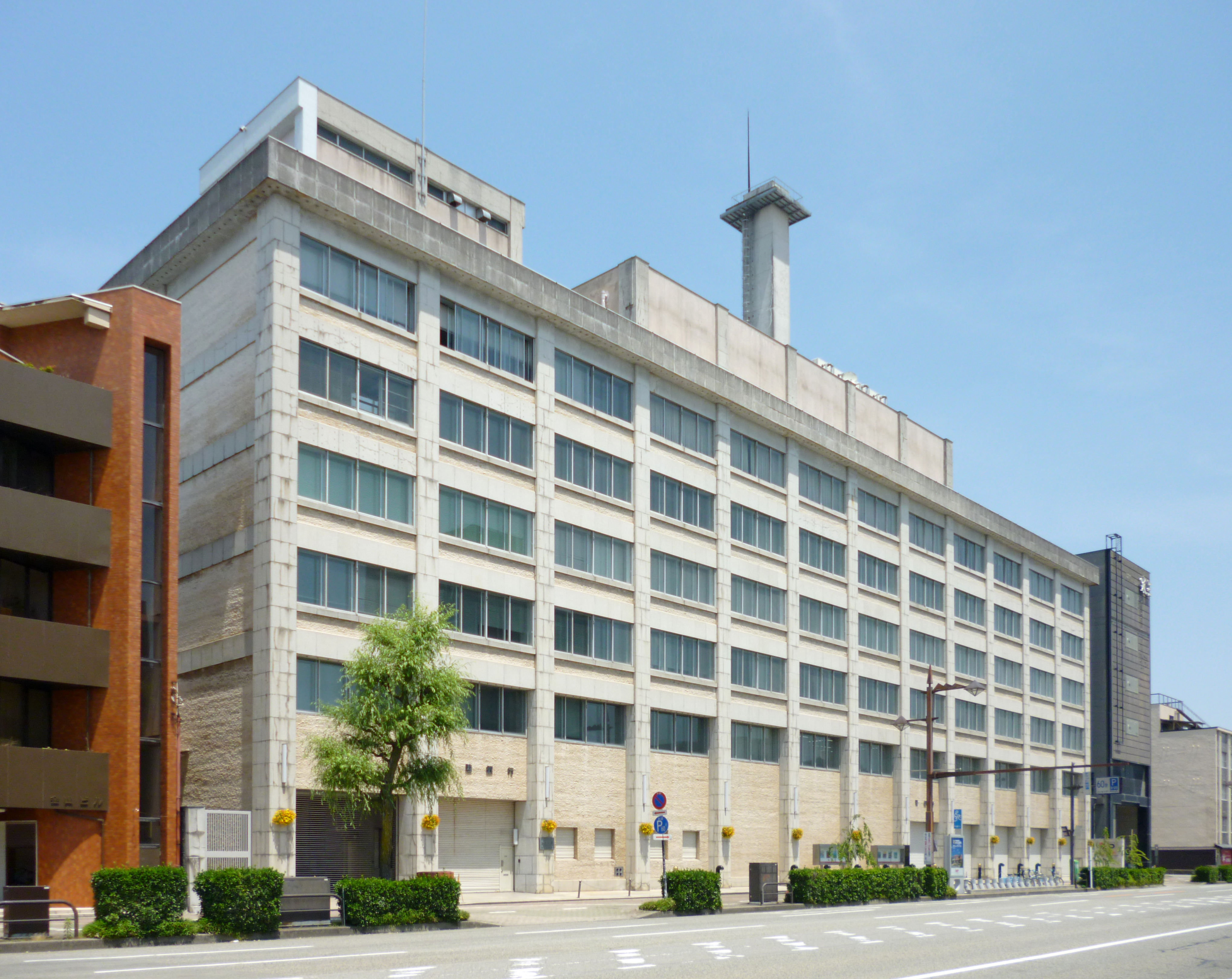
北陸銀行本店

経済においても、富山市は富山県の中心地である。
富山経済は、廃藩置県後の明治期の富山県においてその基を築いた。代表的なものには、北陸最大にして地方銀行全国第二位の北陸銀行や、北陸電力の本店が富山市に所在し、富山県および北陸の経済活動の基盤を形成している。
また、富山県の経済を側面から支えている富山大学は、富山市民や団体の寄付行為によって生まれた旧制富山高等学校や富山薬学専門学校の流れを汲んでいる。

### 農業・水産業
富山県は全国でもっとも農耕地における稲作率が高い県である。富山市郊外にも水田が広がる。
西部の呉羽地区では後述のナシ畑が広がっている。また、山間部の一部ではブドウやみょうがの生産が行われている。
水産業は、海岸部西部の四方と東部の水橋に漁港がある。また、かつては神通川にマスが遡上しており、それによってできた名産が鱒寿司（ますのすし）である。

#### 農産物
ナシ
富山市の果実生産の97%（2,702トン）を占めるナシは、富山市の全耕種出荷額の9%を担っている。また、県内出荷量の70%を占め、県内のナシ生産の中心である。全国の出荷量に対しては0.8%を占めている。
富山市では西部の呉羽・老田が産地であり、ここで採れるものは呉羽梨（くれはなし）と呼ばれている。隣接する射水市小杉・大門地域で作られるものも同様に、呉羽梨と呼ばれる。
呉羽の農業は、もともと稲作が中心であった。しかし、呉羽の多くを占める呉羽丘陵は水の便が悪く、日照りが続くと田が干上がってしまう土地柄だったため、1920年代からナシ作りがはじめられた。現在呉羽丘陵にはナシ畑が広がっている。
イチジク
南部の大沢野地域において盛んに生産されている。
ブドウ
西部の婦中地域の山間部で主に生産されている。観光ぶどう園が多く、ワインの醸造も行われている。南部の八尾地域黒瀬谷地区でも、わずかながら生産されている。
米
コシヒカリの生産が盛んに行われている。中でも市西部でとれる米は「八町米（はっちょうまい）」という名前でブランド化されている。

#### 海産物
シラエビ
ホタルイカ
ブリ
バイ
ズワイガニ

#### 菓子
鈴木亭
1866年（慶応2年）創業。  杢目羊羹 - 県木の立山杉の年輪を模した伝統銘菓。皇室献上羊羹。
月世界本舗
1897年（明治30年）創業。  銘菓 月世界 - 暁の空に浮かぶ淡い月影のイメージから名付けられた。
竹林堂本舗
1790年（寛政2年）、富山藩より拝命した「竹林堂」。富山饅頭の代名詞。
磯野屋
イチジクを使った菓子を得意とする。2002年（平成14年）菓子博で外務大臣賞受賞。
ボン・リブラン
富山県東部に起源を持つ菓子本舗。「富也萬」「甘金丹」などで知られる。
本鋪勝屋
銘菓「立山一万尺」

#### 酒
満寿泉
桝田酒造店（東岩瀬町）  吟醸酒作りに早くから取り組んだ。1972年から鑑評会の金賞受賞の常連組。
風の盆
福鶴酒造（八尾町西町）
嘉永年間（約150年前）創業。全国新酒鑑評会では、1992年に初出品で金賞を受賞。
富美菊
富美菊酒造（百塚）1916年（大正5年）創業。
おわら娘
玉旭酒造（八尾町東町）
1808年（文化5年）創業。
よしのとも
吉乃友酒造有限会社（婦中町下井沢）
1877年（明治10年）創業。
鷹泉
鷹泉酒造株式会社（上滝）
1926年（大正15年・昭和元年）創業。
三笑楽
三笑楽酒造株式会社（上梨）
1880年（明治13年）創業。
富山ブレンド
　富山県内16の蔵の酒をブレンドした。

#### 鱒寿司
- 源

富山駅の駅弁の調製元。「鱒寿司」を「ますのすし」の商品名で売り出したのはここが最初。
- 吉田屋鱒寿し本舗
- 庄右衛門元祖関野屋
- 川上鱒寿司店
- 青山総本舗
- 高芳
- 味の笹義
- 大多屋鱒寿し店
- 鱒の寿し高田屋
- 今井商店
- 扇一ます寿司本舗
- 鱒の寿しまつ川
- 米久
- 丸高寿し
- 竹勘
- 元祖せきの屋
- 鱒寿し本舗千歳
- 前留
- なかの屋鱒寿し本舗

### 工業
富山市は、北陸工業地域に属する日本海側屈指の工業都市である。
戦前より続く産業として、江戸期までさかのぼることができる「くすりの富山」に代表される製薬産業や、全国屈指の製造量を誇るベアリングなどの工業機械製造業がある一方、昭和後期のエレクトロニクスやロボトロニクス関連産業の隆盛により、地域内で蓄積された先進的な微細加工技術によって精密工業製品や各種微細加工素材、精密自動車部品、高機能ロボットなどの製造業が台頭している。
これら工業の製造研究拠点としての発展を裏付けているものは、安価な電力供給と良質で豊富な工業用水を容易に得られる地理的条件、富山大学・富山県を中心とした産学官連携研究施設の充実、そして重要特定港湾「伏木富山港富山地区」や北陸自動車道、東海北陸自動車道などによる太平洋側工業地域と環日本海側諸国への交通の利便性を兼ね備えた地域であることが挙げられる。
工場・事業所を置く企業
- 日医工（総曲輪）
- アステラス ファーマテック 富山技術センター（興人町）：アステラス製薬グループの製造・研究拠点
- シキボウ富山工場（西大沢）
- 富山化学工業富山事業所（下奥井）
- 日産化学富山工場（婦中町笹倉）
- 日本カーボン富山工場（高内）
- 日立国際電気富山工場（八尾町保内）
- 富士製薬工業富山工場・研究所（水橋辻ヶ堂）
- 富士薬品富山工場・富山第二工場（婦中町板倉）
- 保安サプライ富山工場（上赤江）
- 三菱ケミカル富山事業所（海岸通）
- 太平洋製綱富山製造所（下新日曹町）

#### 伝統工芸
- 越中和紙（八尾紙）
- 富山木象嵌
- 富山獅子頭
- 富山土人形
- 神通窯
- 富山ガラス工芸（富山市立富山ガラス造形研究所）

### 商業

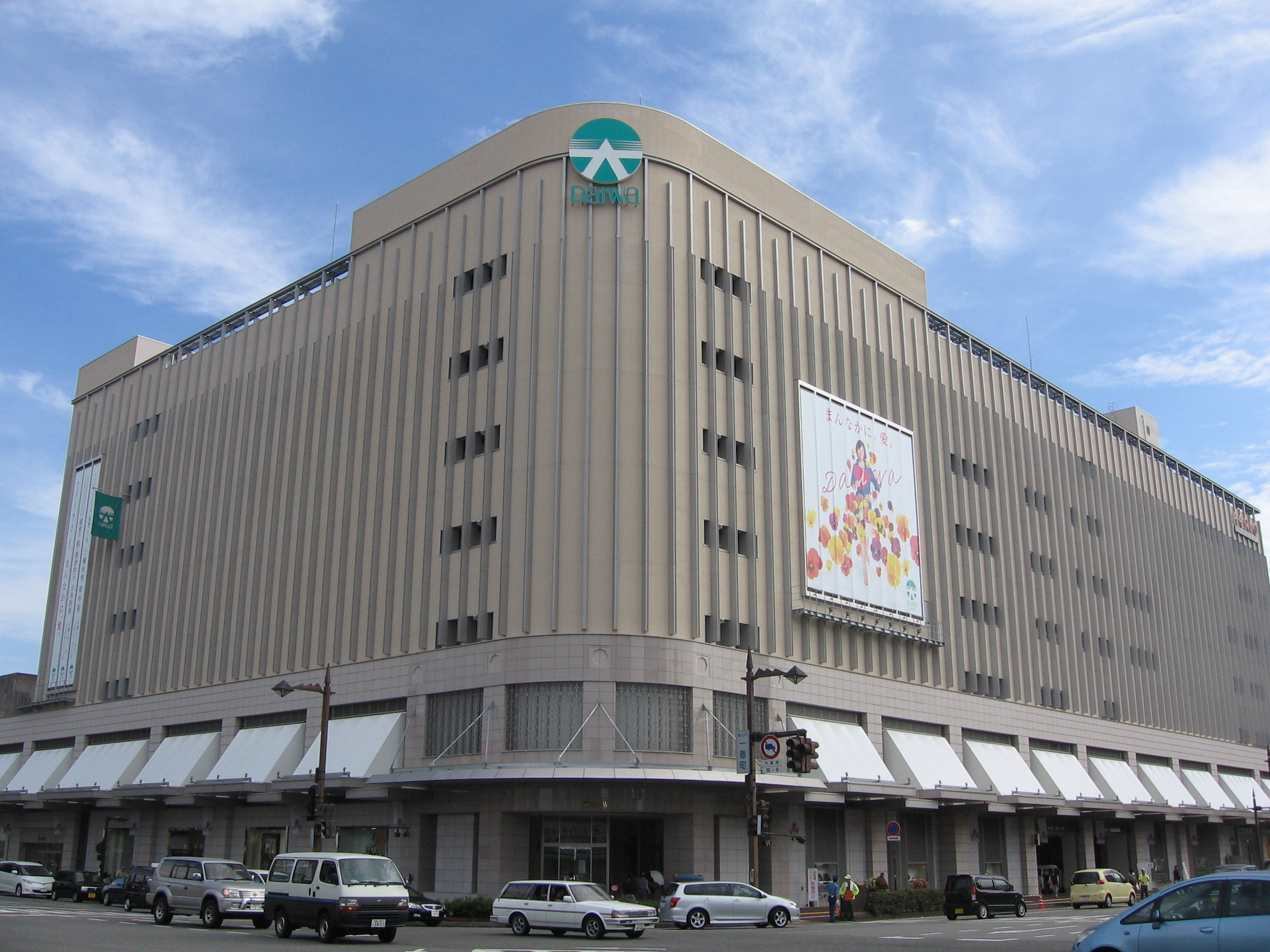
総曲輪フェリオ（富山大和）

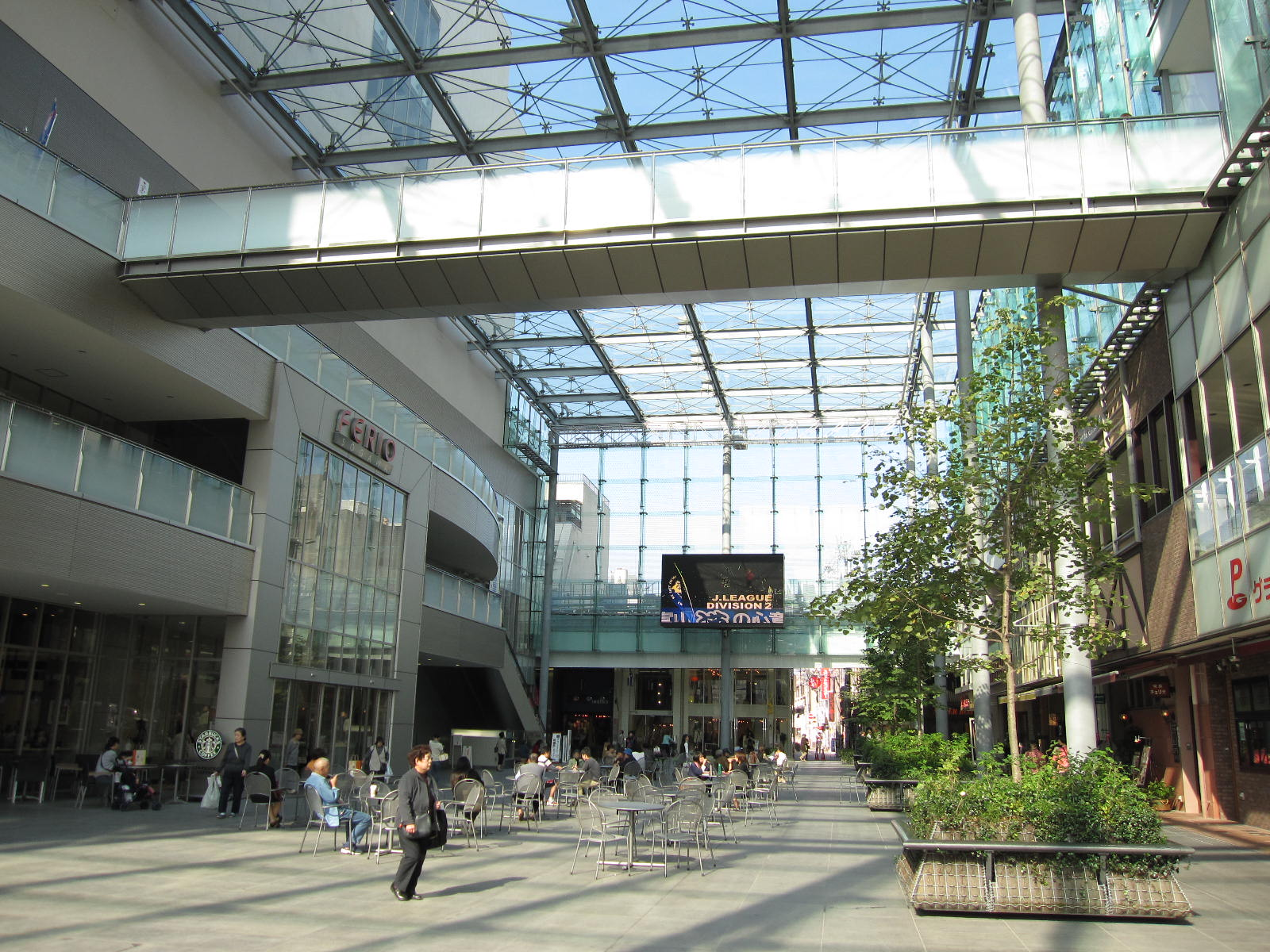
グランドプラザ

旧来からの中心商業地は総曲輪（そうがわ）・西町（にしちょう）界隈である。しかしバブル期以後、富山駅周辺でマリエとやまや富山ステーションフロントCiCなど商業ビルの建設が相次ぎ、総曲輪・西町との客の食い合いが生じている。さらに後述する郊外型SCなどの進出による打撃も大きく、年々総曲輪・西町のステータスは相対的に低下する傾向にある。総曲輪・西町では2006年3月に大手百貨店の西武富山店が撤退し、なおも求心力低下が危惧されているのに対し、駅周辺は新幹線が開通し、富山駅の高架化・区画整理事業が進行していることから今後も発展すると考えられる。
この状況を打開すべく、総曲輪・西町一帯では市のコンパクトシティ推進政策も相まって再開発計画が複数提案され、進行している。2007年9月に移転新築の百貨店の富山大和を核とした商業施設『総曲輪フェリオ』が開店した。富山大和旧店舗跡地（西町南地区）は、富山市立図書館、富山第一銀行本店、ガラス美術館が入居する複合ビル『TOYAMAキラリ』が2015年春に完成した。総曲輪西地区においては、シネマコンプレックスやホテルなどの複合商業ビル『ユウタウン総曲輪』が2016年6月に開業し、総曲輪・西町地区では約10年ぶりの大手配給映画館の復活となった。また、中央通りF地区や西町東南地区では、マンション主体の複合施設が完成している。それ以外では、旧富山西武跡一帯は、2018年度末を目途に商業施設・マンションで構成する再開発工事が進んでおり、西町・総曲輪北地区、中央通りD北街区においても、複合施設とする再開発を検討中である。
中心商店街は総曲輪通り商店街と中央通り商店街である。この2つの商店街はアーケードで連続しており、2つを合わせたアーケードの長さは1キロにもおよび北陸最大の規模になる。反面、その長さゆえ集客効率が悪く、中央通り商店街の一部分でシャッター通りを生む一因となっている。
夜の歓楽街は桜木町である。北陸では、石川県金沢市片町地区に次ぐ集積となっている。
2000年、婦中地域（当時の婦負郡婦中町）に大型のショッピングモール「フューチャーシティ・ファボーレ」がオープンした。また、市の環状道路である草島線および国道359号沿いの新屋から婦中町速星にかけてはロードサイドショップの集積により一大商圏となっており、活況を呈している。そのため、中川原や掛尾・婦中大橋付近では、休日には大渋滞が発生する。

マリエとやま

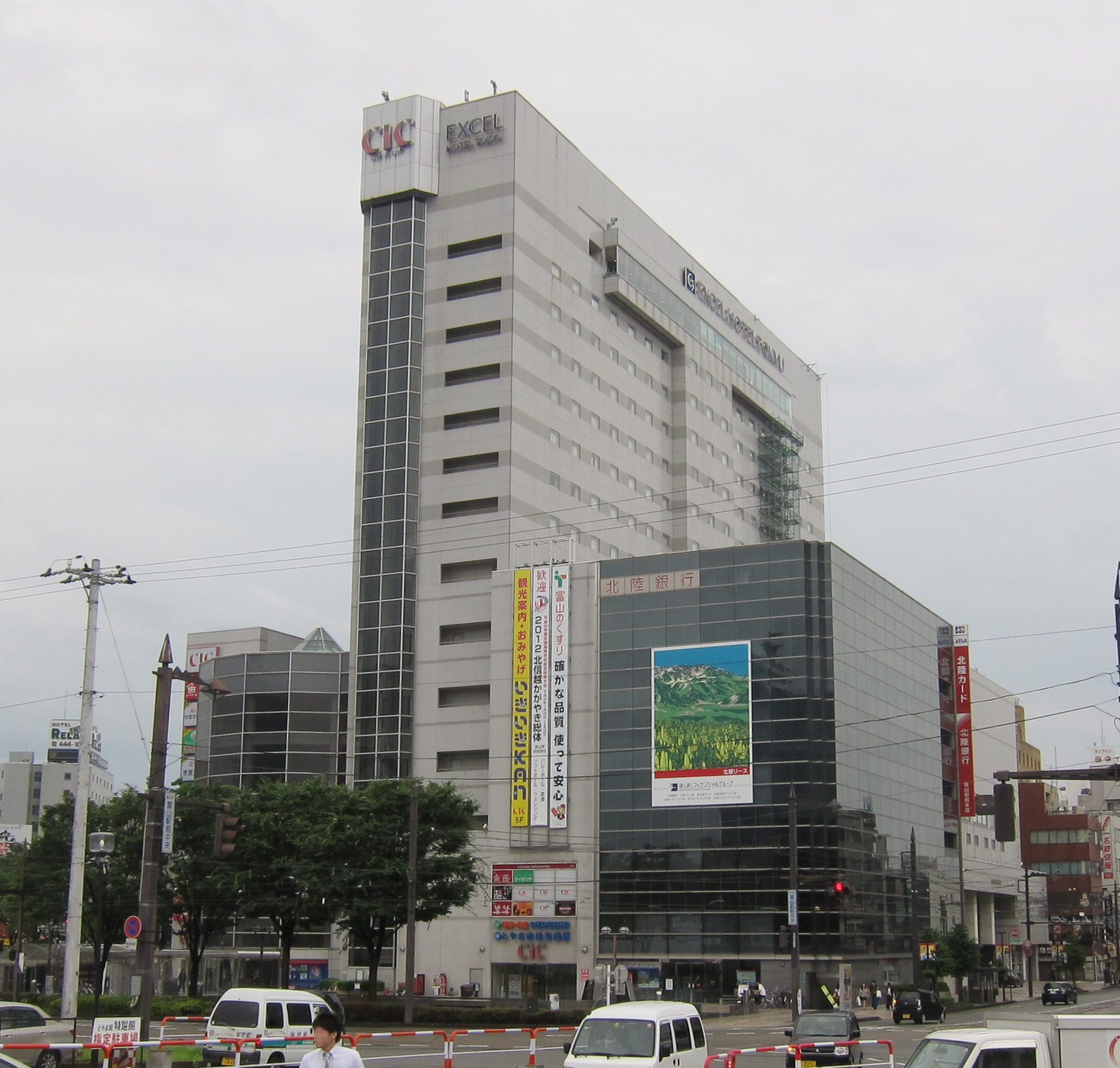
CIC

富山市内のおもなショッピングセンター、大型スーパーについては以下の通りである。
- フューチャーシティ・ファボーレ
- 総曲輪フェリオ
- アピタ富山店
- フェアモール富山（アピタ富山東店）
- アピア
- グリーンモール山室
- ショッピングタウン北の森
- 大広田ショッピングセンター・ルミネス
- マイ・プラザ
- アリス・ショッピングセンター
- マリエとやま
- 富山ステーションフロントCiC
- マルート

### 企業

#### 上場企業
- 北陸電気工業（下大久保、東証1部上場）
- コーセル（上赤江町、東証1部上場）
- ほくほくフィナンシャルグループ（堤町通り、東証1部・札証上場）:北陸銀行と北海道銀行の持株会社
- 北陸電力（牛島町、東証1部上場）
- 北陸電気工事（東田地方町、東証1部上場）
- 朝日印刷（大手町、東証2部上場）
- 日医工（総曲輪、東証1部上場）
- ダイト（八日町、東証1部上場）
- 富山第一銀行（総曲輪、東証1部上場）
- アイドママーケティングコミュニケーション（豊田町、東証1部上場）
- 田中精密工業（新庄本町、ジャスダック上場）

#### 非上場企業
| - インテック（牛島新町） - ウェルテクノ（興人町） - 梅かま(水橋肘崎) - エーティーワークス（牛島新町） - 大阪屋ショップ（赤田） - カターレ富山（南中田） - かね七（水橋畠等） - 河上金物（館出町） - 北日本物産（総曲輪） - グリーンステージ（二口町） - 廣貫堂（梅沢町） - 高志インテック（奥田町） - シー・エー・ピー（金屋） - セキノ興産（水橋開発） - 大協薬品工業（水橋畠等） - 大平洋ランダム（岩瀬赤田町） - 武内プレス工業（上赤江町） - タケオカ自動車工芸（安養寺） - 立山科学グループ - 立山科学工業（大泉） - 立山マシン（下番） - TSK（三郷） - テイカ製薬（荒川） - とうざわ印刷工芸（神通本町） - 東洋電子工業（向新庄町） - 富山県流通センター（曙町） - 富山スガキ（塚原） - 富山電気ビルデイング（桜橋通り） - 富山日産自動車（西新庄） | - 富山ファースト・ディーシー（掛尾町） - 富山富士通（八尾町保内） - 富山村田製作所（上野） - 富山めぐみ製薬（三番町） - 旧・内外薬品 - トンボ飲料（下赤江町） - 中田図書販売（大泉東町） - 日産レンタリース富山（黒崎） - 日本海ガス（城北町） - 日本海石油（四方北窪字前島平均） - パートナー・クオリティースタッフ（布瀬町南） - 阪神化成工業（小中） - 菱北電子（晴海台） - 北電技術コンサルタント（牛島町） - 北陸エム・シー・オイル（丸の内） - 北陸カード（新富町） - ホテルアルファーワン事業本社（上本町） - マンテンホテルグループ - マンテンホテル（本町） - 大谷天然瓦斯（本町） - 光岡自動車（掛尾町） - 三菱ふそうバス製造（婦中町道場） - 宮本工業所（奥田新町） - 明文堂書店 富山本部（経堂） - 山田写真製版所（太田口通り） - ヤングドライ（窪新町） - ユニゾーン（綾田町） - 陽進堂（婦中町荻島） - リッチェル（水橋桜木） |

#### 支社・支店
- 富国生命富山支社（桜橋通り）
- 日立製作所北陸支社（牛島町）
- 東芝北陸支社（神通本町1丁目）
- 関西電力北陸支社（東田地方1丁目）
- 古河電気工業北陸支店（牛島町）
- 神戸製鋼北陸支店（牛島町）
- JFEスチール北陸支社（桜橋通り）
- 住友金属北陸支社（桜橋通り）
- 日新製鋼北陸支店（桜橋通り）
- 富士電機北陸支社（桜橋通り）
- 前田建設工業北陸支店（牛島町）
- 三機工業北陸支店（総曲輪1丁目）
- 伊藤忠商事富山支店（牛島町）
- 三井物産北陸支店（桜橋通り）
- 三菱商事北陸支店（牛島新町）
- 三菱重工北陸支社（牛島町）
- IHI北陸支社（桜橋通り）
- フジクラ北陸支店（牛島町）
- JFEエンジニアリング富山支店（桜橋通り）
- 電源開発北陸支社（桜橋通り）
- 不二越北陸支店（石金）

## 姉妹都市・提携都市

### 海外
姉妹都市
※ウェリントン市は旧大沢野町、残る3都市は旧富山市と締結されている。
- モジダスクルーゼス市（ブラジル連邦共和国サンパウロ州）
1979年（昭和54年）11月8日 姉妹都市提携
- 秦皇島市（中華人民共和国河北省）
1981年（昭和56年）5月7日 姉妹都市提携
- ダーラム市（アメリカ合衆国ノースカロライナ州）
1989年（平成元年）6月13日 姉妹都市提携[30]
- ウェリントン市（Wellington）（オーストラリア連邦ニューサウスウェールズ州）
1992年（平成4年）8月24日 姉妹都市提携
- 光州市（大韓民国 広域市）
2011年（平成23年） 姉妹都市提携

その他
- イクレイ
持続可能性を目指す地方自治体による国際的な組織。

## マスメディア
※本社・演奏所を置くもの
テレビ局
- NHK富山放送局
- 北日本放送（KNBテレビ、NNN/NNS系列）
- チューリップテレビ（JNN系列）
- 富山テレビ放送（BBT、FNN/FNS系列）

ラジオ局
- NHK富山放送局
- 北日本放送（KNBラジオ、NRN・JRN系列）
- 富山エフエム放送（FMとやま、JFN系列）
- 富山シティエフエム（City-FM、コミュニティ放送）

ケーブルテレビ
- ケーブルテレビ富山（旧富山市・大沢野・細入・大山・八尾地域）
- 上婦負ケーブルテレビ（婦中・山田地域）

新聞社
- 北日本新聞社 ※市内には本社および以下の拠点を置く
  - 婦中支局
  - 八尾支局
  - 大沢野支局
  - 大山支局
  - 創造の森 越中座
- 富山新聞社（北國新聞社 富山本社）

上記のほか、富山県に系列局のないテレビ朝日、北陸朝日放送などの石川県域民放テレビ各局、読売新聞などの全国紙各紙、北陸中日新聞、共同通信社・時事通信社などが市内に拠点を有する。

## 教育
- 1923年（大正12年）9月 - 市立小学校において秋季学年制（二重学年制）を導入。1935年（昭和10年）廃止。
- 2006年（平成18年） - 全小学校区において、登下校時の安全を確保するために、地域住民による「学校安全パトロール隊」が結成。
- 2008年（平成20年） - 通学する中学校を自由に選べる学校選択制を導入する。通学区域に住む子どもの、該当中学校への就学を保障したうえで、ほかの学区の生徒を受け入れる制度である。

### 大学院
国立
- 富山大学院

県立
- 富山県立大学大学院

私立
- 桐朋学園大学院大学

### 大学

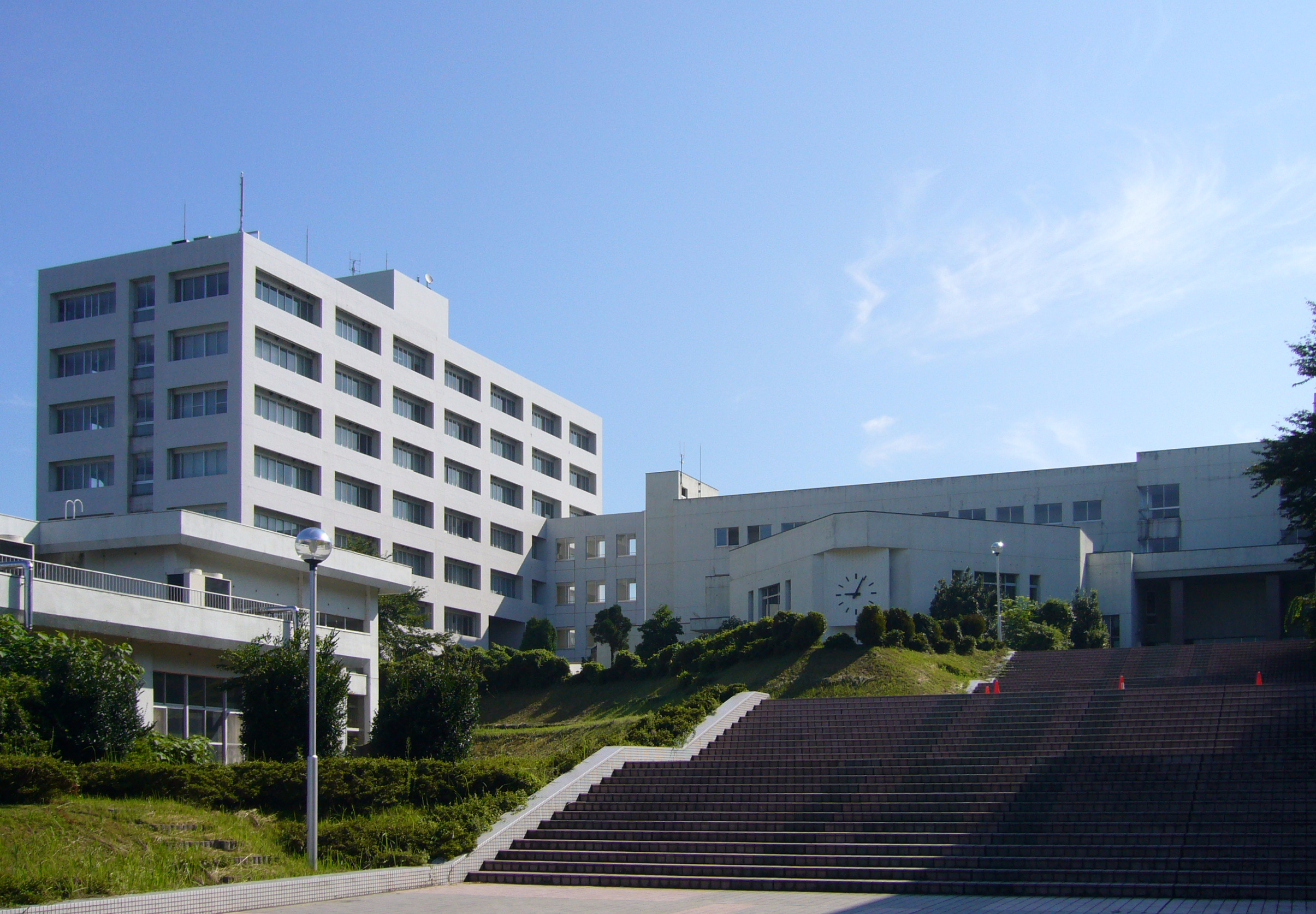
富山大学杉谷キャンパス

国立
- 富山大学

県立
- 富山県立大学

私立
- 星槎大学 富山学習センター
- 桐朋学園大学院大学
- 富山国際大学

### 短期大学
- 富山短期大学

### 高等専門学校
- 富山高等専門学校（旧富山工業高等専門学校、旧富山商船高等専門学校）

### 高等学校
県立
- 富山県立呉羽高等学校
- 富山県立中央農業高等学校
- 富山県立富山高等学校
- 富山県立富山いずみ高等学校
- 富山県立富山工業高等学校
- 富山県立富山商業高等学校
- 富山県立富山中部高等学校
- 富山県立富山西高等学校
- 富山県立富山東高等学校
- 富山県立富山北部高等学校
- 富山県立富山南高等学校
- 富山県立水橋高等学校
- 富山県立八尾高等学校
- 富山県立雄峰高等学校

私立
- 富山第一高等学校
- 富山国際大学付属高等学校
- 不二越工業高等学校
- 龍谷富山高等学校
- 高朋高等学校
- 片山学園高等学校※中高併設
- 星槎国際高等学校富山学習センター

### 中学校
国立
- 富山大学教育学部附属中学校

私立
- 片山学園中学校

市立
| - 富山市立岩瀬中学校 - 富山市立大泉中学校 - 富山市立大沢野中学校 - 富山市立奥田中学校 - 富山市立上滝中学校 - 富山市立呉羽中学校 - 富山市立興南中学校 - 富山市立三成中学校 - 富山市立芝園中学校 | - 富山市立城山中学校 - 富山市立新庄中学校 - 富山市立杉原中学校 - 富山市立西部中学校 - 富山市立月岡中学校 - 富山市立東部中学校 - 富山市立南部中学校 - 富山市立楡原中学校 - 富山市立速星中学校 | - 富山市立藤ノ木中学校 - 富山市立北部中学校 - 富山市立堀川中学校 - 富山市立水橋中学校 - 富山市立八尾中学校 - 富山市立山田中学校 - 富山市立山室中学校 - 富山市立和合中学校 |

### 小学校
国立
- 富山大学教育学部附属小学校

私立
- 片山学園初等科

市立
| - 富山市立岩瀬小学校 - 富山市立豊田小学校 - 富山市立萩浦小学校 - 富山市立四方小学校 - 富山市立八幡小学校 - 富山市立草島小学校 - 富山市立倉垣小学校 - 富山市立呉羽小学校 - 富山市立長岡小学校 - 富山市立寒江小学校 - 富山市立老田小学校 - 富山市立古沢小学校 - 富山市立池多小学校 - 富山市立桜谷小学校 - 富山市立五福小学校 - 富山市立奥田小学校 - 富山市立奥田北小学校 - 富山市立神明小学校 - 富山市立新庄小学校 - 富山市立新庄北小学校 - 富山市立針原小学校 - 富山市立浜黒崎小学校 | - 富山市立大広田小学校 - 富山市立広田小学校 - 富山市立水橋中部小学校 - 富山市立水橋西部小学校 - 富山市立水橋東部小学校 - 富山市立三郷小学校 - 富山市立上条小学校 - 富山市立西田地方小学校 - 富山市立中央小学校 - 富山市立芝園小学校 - 富山市立柳町小学校 - 富山市立東部小学校 - 富山市立藤ノ木小学校 - 富山市立山室小学校 - 富山市立山室中部小学校 - 富山市立太田小学校 - 富山市立堀川小学校 - 富山市立堀川南小学校 - 富山市立蜷川小学校 - 富山市立熊野小学校 - 富山市立月岡小学校 - 富山市立新保小学校 | - 富山市立光陽小学校 - 富山市立大沢野小学校 - 富山市立大久保小学校 - 富山市立船峅小学校 - 富山市立上滝小学校 - 富山市立大庄小学校 - 富山市立福沢小学校 - 富山市立小見小学校 - 富山市立八尾小学校 - 富山市立杉原小学校 - 富山市立保内小学校 - 富山市立樫尾小学校 - 富山市立速星小学校 - 富山市立鵜坂小学校 - 富山市立朝日小学校 - 富山市立宮野小学校 - 富山市立古里小学校 - 富山市立神保小学校 - 富山市立音川小学校 - 富山市立山田小学校 - 富山市立神通碧小学校 |

### 特別支援学校
国立
- 富山大学教育学部附属特別支援学校

県立
- 富山県立富山視覚総合支援学校
- 富山県立富山聴覚総合支援学校
- 富山県立高志支援学校
- 富山県立しらとり支援学校
- 富山県立富山学園
- 富山県立富山総合支援学校
- 富山県立ふるさと支援学校
- 富山県立富山高等支援学校

### 専修学校
- 専門学校職藝学院
- 富山大原簿記公務員医療専門学校
- 富山外国語専門学校
- 富山クリエイティブ専門学校
- 富山県理容美容専門学校
- 富山市医師会看護専門学校
- 富山歯科総合学院
- 富山市立看護専門学校
- 富山デザイン・ビューティー専門学校
- 北陸ビジネス福祉専門学校
- 富山製菓専門学校

### 各種学校
- 北日本自動車学校
- 呉羽自動車学校
- 富山OAスクール
- 富山音楽院
- 富山自動車学校
- 富山県中央自動車学校
- 富山中部自動車学校
- 富山予備校

### その他

#### 社会教育
- 市民学習センター（大手町、市民プラザ内）
- 県民カレッジ（舟橋北町）

#### 職業訓練
- 富山県技術専門学院本校（職業能力開発校）（向新庄町）
- 富山地域職業訓練センター（向新庄町）

#### その他
- 富山市立富山ガラス造形研究所（西金屋）

## 文化施設

### 図書館・公文書館
| - 富山県立図書館（茶屋町） - 富山市立図書館本館（TOYAMAキラリ内） - とやま駅南図書館（CICビル4階） - 豊田分館 - 岩瀬分館 - 呉羽分館 - 四方分館 - 奥田北分館 - 水橋分館 - 大広田分館 - 藤ノ木分館 - 新庄分館 - 東部分館 - 山室分館 - 蜷川分館 - 月岡分館 - 堀川分館 - 堀川南分館 - 八尾東町分館 | - 大沢野図書館 - 大山図書館 - 八尾図書館 - 婦中図書館 - 山田図書館 - 細入図書館 - 富山県公文書館 - 富山市公文書館 |

### ホール・集会所
- 富山市芸術文化ホール
- 富山県民会館
- 市民芸術創造センター
- 富山国際会議場
- 富山市民プラザ
- 富山県教育文化会館
- ボルファート富山
- 岩瀬カナル会館
- 野外教育活動センター
- とやま自遊館
- 呉羽青少年自然の家
- 富山産業展示館
- 富山能楽堂

### 美術館

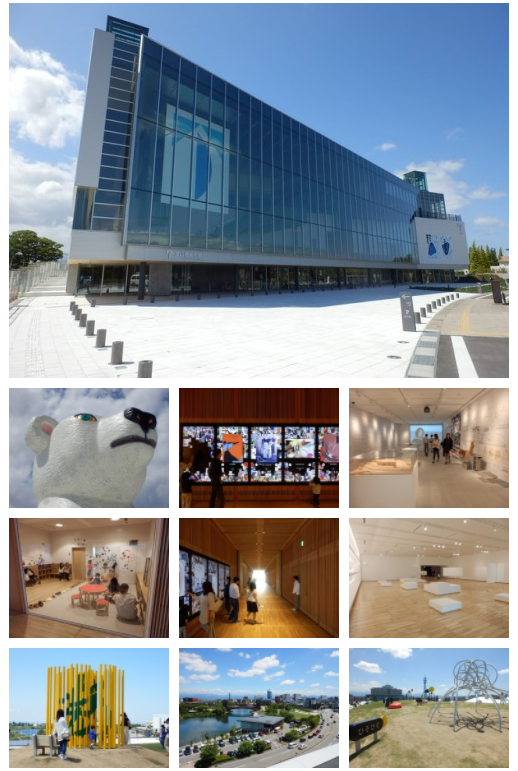
富山県美術館

- 富山県美術館（TAD - Toyama Prefectural Museum of Art and Design）
- 富山県水墨美術館
- 佐藤記念美術館
- 篁牛人記念美術館（富山市民俗民芸村内）
- 富山市ガラス美術館（TOYAMA GLASS ART MUSEUM）（TOYAMAキラリ内）
- ギャルリ・ミレー
- 秋水美術館
- 樂翠亭美術館
- 世界一かわいい美術館（水橋辻ヶ堂）

### 博物館・資料館
| - 高志の国文学館 - 富山市科学博物館 - 富山市郷土博物館 - 民芸館、民芸合掌館、民俗資料館、考古資料館、陶芸館、売薬資料館（富山市民俗民芸村内） - 北代縄文館（富山市北代縄文広場内） - 豪農の館 内山邸（富山県民会館分館） - 薬種商の館 金岡邸（富山県民会館分館） - 浮田家 - 北前船回船問屋 森家 | - 大山竪穴住居跡展示館 - 大山歴史民俗資料館 - 八尾おわら資料館 - 越中八尾観光会館（曳山展示館） - 八尾美術保存展示館 - 八尾化石資料館「海韻館（かいいんかん）」 - ほたるの館 - 猪谷関所館 - 安田城跡資料館 - 廣貫堂資料館 - 富山県埋蔵文化財センター - 富山市埋蔵文化財センター |

### その他
- とやま古洞の森自然活用村
  - 富山市天文台
- 富山市ファミリーパーク
- 富山ガラス工房
- グランドプラザ
- 国際交流センター
- 富山県中央植物園
- とやま土人形工房

### 体育施設

#### 市営
| - 富山市総合体育館 - 東富山体育館 - 東富山運動広場 - 富山市2000年体育館 - 富山市民球場アルペンスタジアム - 富山市民プール - 東富山温水プール - 富山市錬成館 - 体育文化センター - 布瀬南公園 - 屋内ゲートボールすぱーく富山 - 布瀬南公園庭球場 - 神通川緑地公園 - 大沢野総合運動公園陸上競技場 - 大沢野総合運動公園野球場 - 多目的広場 - 西大沢運動広場 - 大沢野青少年体育センター - 大沢野武道館 - 大沢野グラウンド - 大沢野テニスコート - 大沢野弓道場 | - 大沢野プール - 中大久保ふれあい公園 - 大久保運動広場 - 下タ北部体育館 - 下タ北部グラウンド - 下タ南部体育館 - 下タ南部グラウンド - 八尾スポーツアリーナ - 大山社会体育館 - 殿様林緑地 - 牧体育館 - 婦中武道館 - 婦中スポーツプラザ - 羽根ピースフル公園 - 楡原プール - 猪谷プール |

#### 県営
| - 富山県岩瀬スポーツ公園 - 富山県岩瀬スポーツ公園球技場 - 富山県五福公園 - 県営富山野球場 - 富山県五福公園陸上競技場 - 富山県総合運動公園 - 富山県総合運動公園陸上競技場 | - 富山県総合体育センター - 空港スポーツ緑地 - 県営富山武道館 - 県営富山弓道場 - スキージャンプ場 - 山野運動広場 - 漕艇場 - 富山県国際健康プラザ（とやま健康パーク） |

## 福祉施設

### 病院
- 富山市立富山市民病院（今泉北部町）
- 富山赤十字病院（牛島本町）
- 富山県立中央病院（西長江）
- 富山県高志リハビリテーション病院（下飯野）
- 富山大学附属病院（杉谷）
- 国立病院機構富山病院（婦中町）

- 富山西総合病院（婦中町）
- 富山協立病院（豊田町）
- 富山県済生会富山病院（楠木）
- 富山市立富山まちなか病院（鹿島町）

### 健康施設
| - 保健所（蜷川） - 富山市救急医療センター（丸の内） - 中央保健福祉センター（丸の内） - 南保健福祉センター（蜷川） | - 北保健福祉センター（岩瀬文化町） - 大沢野保健センター（三室荒屋） - 婦中保健センター(婦中保健福祉センター内）（婦中町羽根） - 細入保健センター（楡原） |

### 子育て施設
| - 市総合社会福祉センター（今泉） - 愛育園（西番） - 慈光園（西番） - 慈光園デイサービスセンター（西番） - 障害者福祉プラザ（蜷川） - 中央児童館（丸の内） - 呉羽山老人福祉センター（安養坊） - 海岸通老人福祉センター（海岸通） - 南老人福祉センター（今泉） - 水橋老人憩いの家（水橋伊勢屋） - 東老人憩いの家（経堂） - 星井町児童文化センター（星井町） - 東部児童文化センター（石金） - 福沢地区コミュニティセンター（福沢） - 福祉センター（上滝） - 農山村交流センター（原） - 大山老人福祉センター（花崎） - はなさき苑（花崎） - 大庄子育て支援センター（善名） | - 婦中社会福祉センター（婦中町上轡田） - 中央児童館（婦中町速星） - 神保児童館（婦中町上吉川） - 衛生センター（婦中町富川） - 婦負斎場墓地公苑（八尾町三田） - 宮川地区コミュニティーセンター（婦中町広田） - 神保地区コミュニティーセンター（婦中町上吉川） - 山田交流促進センター（山田赤目谷） - あざみ園（山田宿坊字大山） - 南部地区公民館（猪谷） - 中央公民館（楡原） - 生涯学習センター（高内） - 大久保ふれあいセンター（大久保） - 大沢野公民館（高内） - 船峅地区公民館・地区福祉センター（坂本） - 小羽地区公民館・地区福祉センター（小羽） - 下タ北部地区公民館・地区福祉センター（布尻） - 下タ南部地区公民館・地区福祉センター（舟渡） |

### 環境施設
- 上下水道局
- 環境センター
- 環境センター北部中継場
- 流杉浄水場
- 浜黒崎浄化センター
- 水橋浄化センター
- 倉垣浄水園
- つばき園
- 環境センター大山環境事務所

## スポーツ

### サッカー
- カターレ富山（Jリーグ）
- 富山新庄クラブ（北信越1部）
- ヴァリエンテ富山（北信越2部）

### バスケットボール
- 富山グラウジーズ（Bリーグ）

### 野球
- 富山GRNサンダーバーズ（独立リーグ・日本海リーグ）
- 富山ベースボールクラブ（社会人野球）
- 北銀クラブ（社会人野球） - 旧：北陸銀行硬式野球部。2003年に廃部。

## 交通

### 交通の歴史

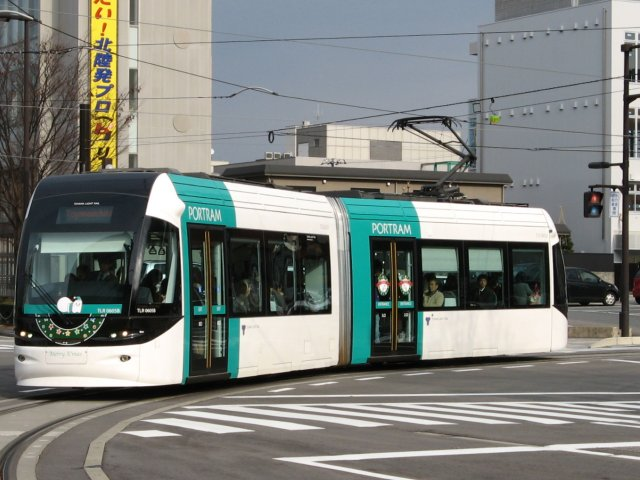
富山地方鉄道富山港線（旧富山ライトレール富山港線）のポートラム

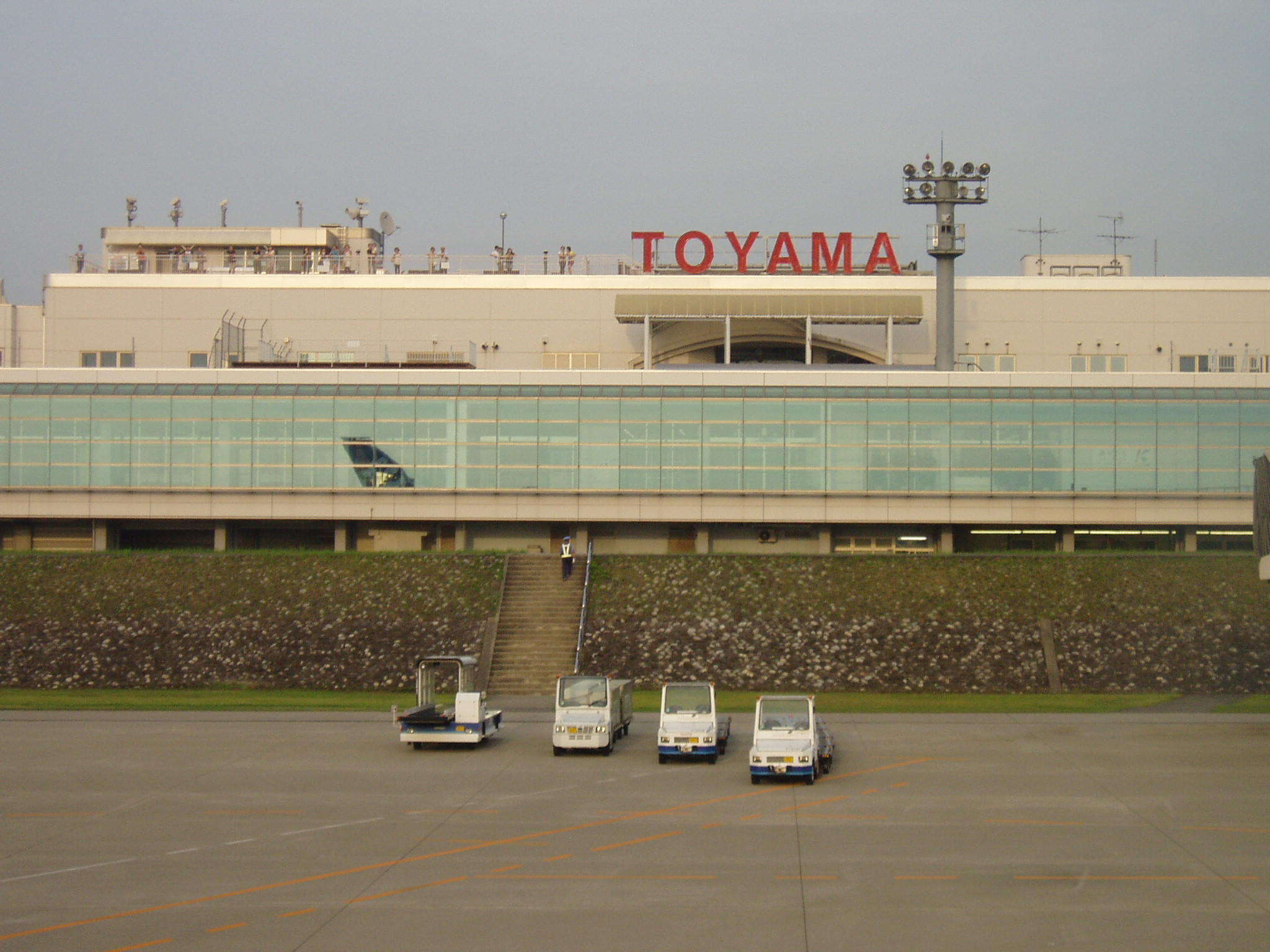
富山空港

- 1967年（昭和42年）3月27日 - 神岡軌道の廃止。
- 1975年（昭和50年）4月1日 - 富山地方鉄道笹津線の廃止。
- 1980年（昭和55年）4月1日 - 富山地方鉄道射水線の廃止。
- 1993年（平成5年）3月 - 富山空港第1期国際線ビル竣工、4月に韓国ソウル便就航。
- 2006年（平成18年）
  - 2月28日 - 富山港線の一時廃止。
  - 4月29日 - 富山港線が富山ライトレールにより再開業。
    - 利用者の減少が深刻な問題となっていたJR富山港線を一部路面電車化して本数を増やし、またバスの周回時刻に合わせるなどして利便性の向上を図った。さらに、公共交通を生かしたコンパクトなまちづくりにつなげて行こうという市の施策のひとつ。

  - 11月30日 - 神岡鉄道神岡線の廃止。
- 2009年（平成21年）12月23日 - 富山地方鉄道富山都心線が開業。
- 2015年（平成27年）3月14日 - 北陸新幹線の長野 - 金沢間が開業。北陸本線の富山県内区間が西日本旅客鉄道（JR西日本）から第三セクターのあいの風とやま鉄道に移管。
- 2020年（令和2年）
  - 2月22日 - 富山ライトレールが富山地方鉄道に吸収合併され、富山港線が77年ぶりに富山地方鉄道の路線になった[31]。
  - 3月21日 - 路面電車の富山軌道線と富山港線の相互直通運転を開始。

### 空港
- 富山空港

2012年（平成24年）に「富山きときと空港」の愛称を制定（「きときと」は富山弁で「新鮮」の意）。

### 鉄道

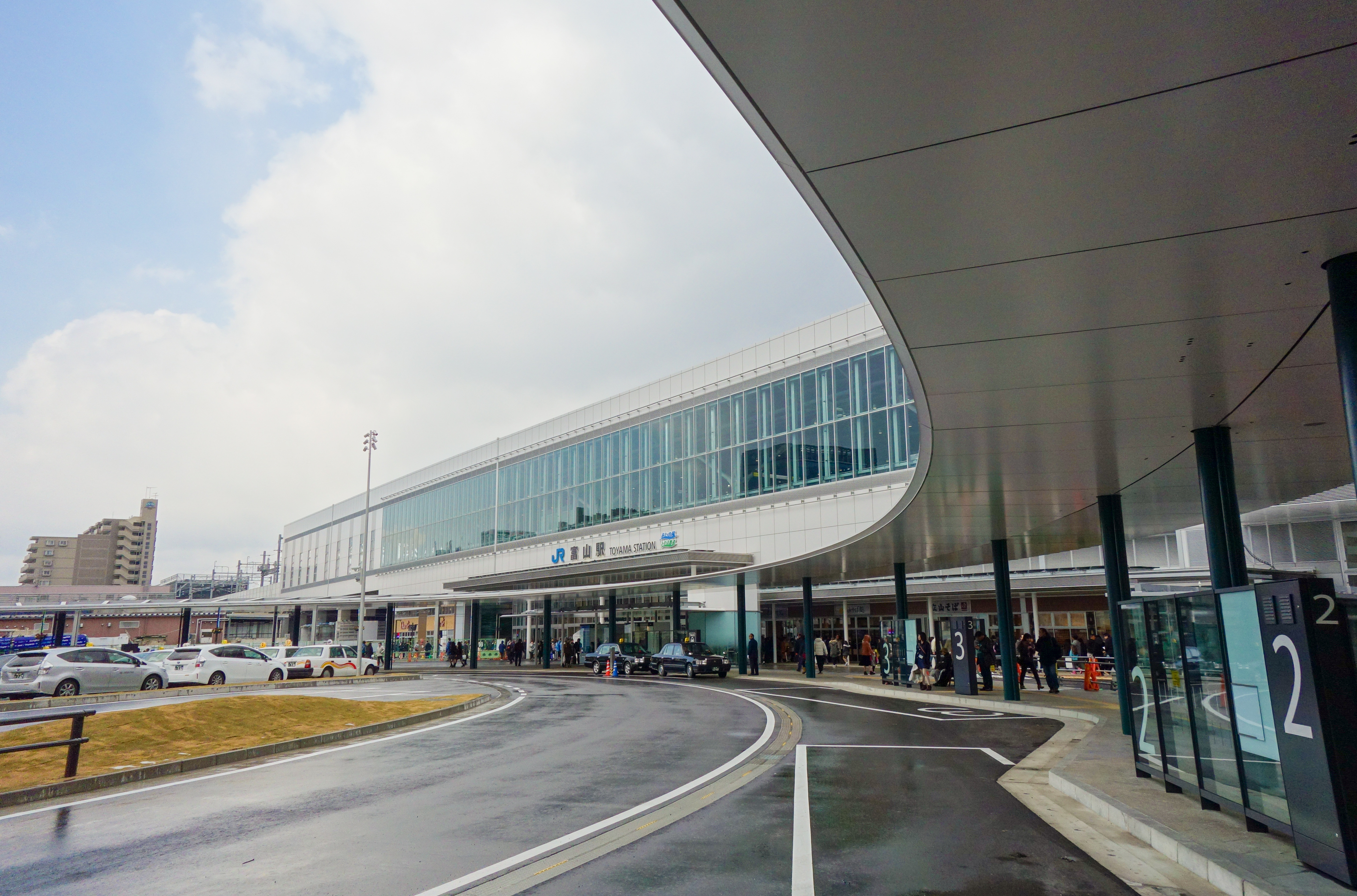
富山駅

新幹線ホーム

富山地方鉄道 路線図

西日本旅客鉄道（JR西日本）
- 北陸新幹線：富山駅
- ■ 高山本線：富山駅 - 西富山駅 - 婦中鵜坂駅 - 速星駅 - 千里駅 - 越中八尾駅 - 東八尾駅 - 笹津駅 - 楡原駅 - 猪谷駅

東海旅客鉄道（JR東海）
- CG 高山本線：猪谷駅

あいの風とやま鉄道
- ■ あいの風とやま鉄道線：呉羽駅 - 富山駅 - 新富山口駅 - 東富山駅 - 水橋駅

富山地方鉄道
- ■ 本線：電鉄富山駅 - 稲荷町駅 - 新庄田中駅 - 東新庄駅 - 越中荏原駅 - 越中三郷駅
- ■ 不二越線：稲荷町駅 - 栄町駅 - 不二越駅 - 大泉駅 - 南富山駅
- ■ 上滝線：南富山駅 - 朝菜町駅 - 上堀駅 - 小杉駅 - 布市駅 - 開発駅 - 月岡駅 - 大庄駅 - 上滝駅 - 大川寺駅
- ■ 立山線：有峰口駅 - 本宮駅
- ■ 富山港線：富山駅停留場 - オークスカナルパークホテル富山前停留場 - インテック本社前停留場 - 龍谷富山高校前（永楽町）停留場 - 奥田中学校前駅 - 下奥井駅 - 粟島（大阪屋ショップ前）駅 - 越中中島駅 - 城川原駅 - 犬島新町駅 - 蓮町（馬場記念公園前）駅 - 萩浦小学校前駅 - 東岩瀬駅 - 競輪場前駅 - 岩瀬浜駅
- ■ 富山軌道線
  - 本線：南富山駅前停留場 - 大町停留場 - 堀川小泉停留場 - 小泉町停留場 - 西中野停留場 - 広貫堂前停留場 - 上本町停留場 - 西町停留場 - 中町（西町北）停留場 - 荒町停留場 - 桜橋停留場 - 電気ビル前停留場 - 地鉄ビル前停留場 - 電鉄富山駅・エスタ前停留場
  - 支線・安野屋線・呉羽線：電鉄富山駅・エスタ前停留場 - 新富町停留場 - 県庁前停留場 - 丸の内停留場 - 諏訪川原停留場 - 安野屋停留場 - トヨタモビリティ富山 Gスクエア五福前（五福末広町）停留場 - 富山大学前停留場
  - 富山都心線：丸の内停留場 - 国際会議場前停留場 - 大手モール停留場 - グランドプラザ前停留場
  - 富山駅南北接続線：富山駅停留場

以前はこの他にも笹津線や、富山市と旧新湊市を結ぶ射水線が存在していたが、いずれも廃止された。
その他
- 小口川軌道

### 道路
高速道路
- 北陸自動車道：流杉スマートIC - 富山IC - 富山西IC

有料道路
- 有峰林道
- 立山新道（廃道）

国道
- 国道8号
- 国道41号
- 国道359号
- 国道360号
- 国道415号
- 国道471号
- 国道472号

県道
- 富山県道1号富山魚津線
- 富山県道3号富山立山魚津線
- 富山県道4号富山上市線
- 富山県道6号富山立山公園線
- 富山県道7号富山八尾線
- 富山県道9号富山戸出小矢部線
- 富山県道15号立山水橋線
- 富山県道22号富山停車場線
- 富山県道25号砺波細入線
- 富山県道30号富山港線
- 富山県道31号小杉婦中線
- 富山県道35号立山山田線
- 富山県道41号新湊平岡線
- 富山県道43号富山上滝立山線
- 富山県道44号富山高岡線（旧国道8号）
- 富山県道46号上市北馬場線
- 富山県道55号富山空港線
- 富山県道56号富山環状線
- 富山県道59号富山庄川線
- 富山県道62号富山小杉線
- 富山県道65号富山大沢野線
- 富山県道67号宇奈月大沢野線
- 富山県道68号富山外郭環状線
- 富山県道69号富山笹津線

道の駅
- 細入

### バス

#### 高速バス
東京線
東京 - 富山線（西武バス・富山地方鉄道）
　大阪線
富山 - 大阪線（阪急バス・富山地方鉄道）
百万石ドリーム大阪号（西日本JRバス）
　名古屋線
東海北陸道高速バス（名鉄バス・富山地方鉄道）
北陸ドリーム名古屋号（JR東海バス・西日本JRバス）
　その他
新潟線（新潟交通・富山地方鉄道）
群馬・栃木線（日本中央バス）

#### 路線バス
- 富山地方鉄道

#### コミュニティバス
- まいどはや（まちづくりとやまが富山地方鉄道に運行を委託）
- 富山市内周遊ぐるっとBUS - 富山市街地の美術館・博物館・観光地を巡回する。（富山地方鉄道に運行を委託）
- 大山コミュニティバス
- 八尾まちめぐりバス
- 婦中コミュニティバス
- 山田コミュニティバス
- 呉羽いきいきバス（まちづくり公社呉羽が富山地方鉄道に運行を委託）
- 射水市コミュニティバス（新湊・呉羽駅線、新港東口・ライトレール接続線）
- 南砺市営バス（利賀八尾線）
- 飛騨市営バス（神岡北部市営バス・飛騨市巡回バス）
- 富山ミュージアムバス（ぐるりん） - 2015年3月で廃止。富山地方鉄道に運行を委託していた。

### 自転車
市内中心部ではコミュニティサイクル「アヴィレ」を利用できる。2022年2月現在、ステーション23か所。

### 船舶
- 特定重要港湾・伏木富山港富山地区（富山港） - 280,000トン級のタンカーまで係留できる港湾。

## 名所

### 自然景勝地

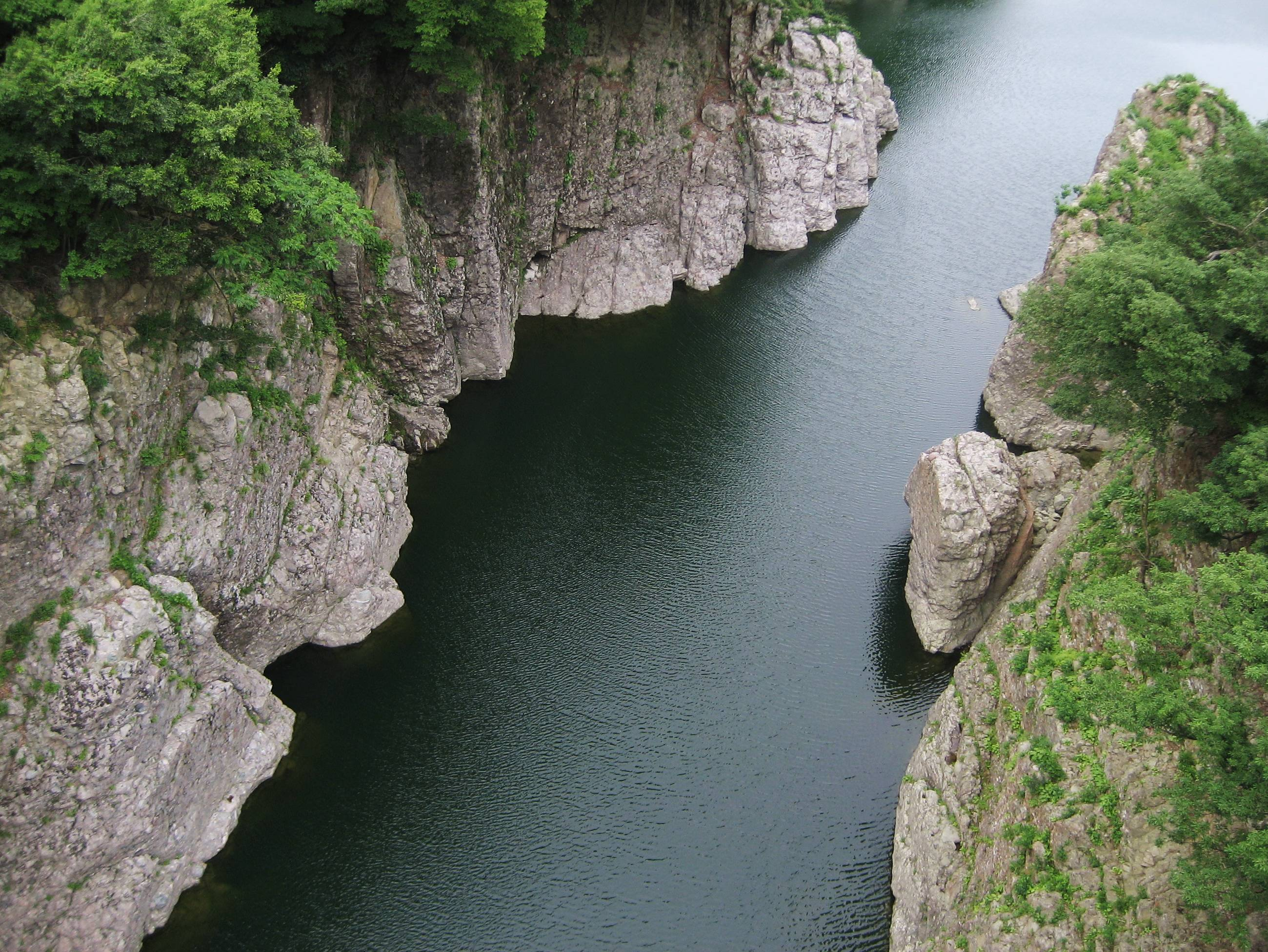
神通峡

- 神通峡
- 常虹の滝
- 立山カルデラ
- 雲ノ平
- 大転石

### 遺跡
- 富山城
- 猪谷関跡
- 王塚・千坊山遺跡群
- 金草第一古窯跡
- 北代遺跡
- 直坂遺跡
- 猿倉城跡（船倉） - 戦国時代、武田信玄下の飛騨勢が笹津に進軍した時、応戦する越中勢の根城となった。別名、舟倉城ともいう。
- 富崎城跡
- 東黒牧上野遺跡
- 安田城跡
- 白鳥城跡
- 今泉城跡
- 岩木城跡
- 大峪城跡
- 太田本郷城跡
- 大村城跡
- 願海寺城跡
- 小出城跡
- 城生城跡（市の史跡）
- 長沢西城跡
- 長沢東城跡
- 日方江城跡
- 安田城 (越中国)：国の史跡

### 神社仏閣

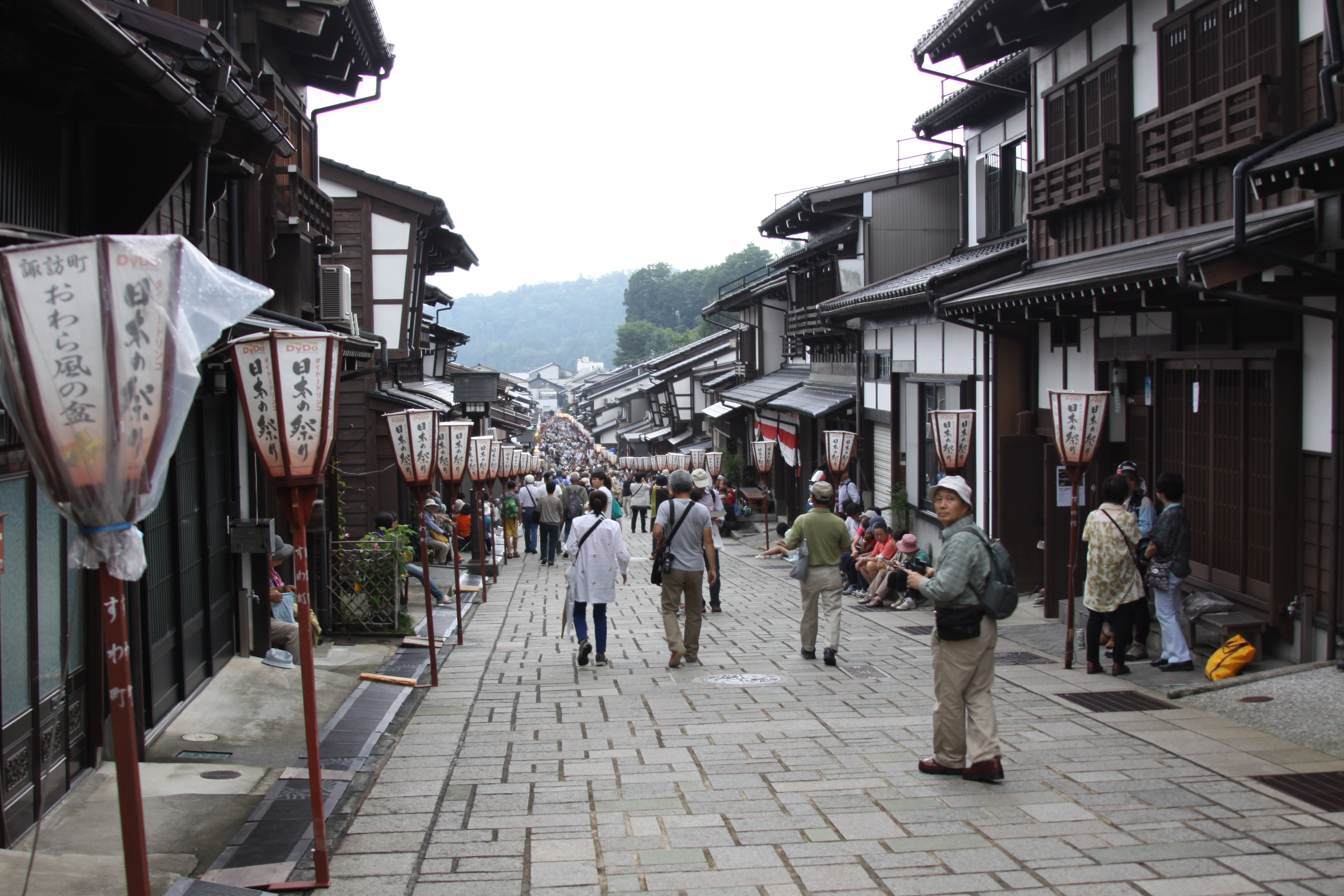
八尾の町並み

- 立山寺 - 建徳元年（1370年）に曹洞宗大本山總持寺第二祖峨山韶碩禅師が創設。
- 各願寺 - 奈良時代に文武天皇の第七子である自信院仏性が開山したとされる古刹
- 常楽寺 - 円仁（慈覚大師）が越中に下向した際、開山したとされる寺院。重要文化財「木造聖観音菩薩立像」「木造十一面観音菩薩立像」
- 来迎寺 - 佐伯有若の立山開山伝説にちなむ円福寺を起源とする浄土宗の寺院。
- 長慶寺 - 曹洞宗の寺院。五百羅漢がある。
- 極性寺 - 親鸞の直弟子である越中三坊主の一人、極性房（教順房）開山の寺院。
- 願海寺 - 親鸞の直弟子である越中三坊主の一人、願海房開山の寺院。富山県の浄土真宗の寺院でもっとも古い歴史を持つ。
（越中三坊主の一人、持専房が開山した「梅沢山 持専寺」は、富山市梅沢町の地において、本願寺派の寺院として廃寺となった。）
- 聞名寺 - 本願寺三代覚如の弟子である願智房開基の名刹。八尾の町は、この聞名寺の門前町として発展した。
- 浄禅寺 - 恵顗（えけ）開山による時宗寺院。秘仏「歯吹きの阿弥陀如来立像」
- 本法寺 - 1316年（正和5年）開山の法華宗陣門流別院。重要文化財「法華経曼荼羅図」
- 海岸寺 - 能登総持寺の流れを汲む珖瑛による開基。重要文化財「紹瑾（瑩山）筆　仏祖正伝菩薩戒教授文」
- 西圓寺 - 834年開基。安田家の菩提寺。 安田善次郎が富山を離れる際に大成を誓い詣でた。
- 最勝寺 - 蜷川荘を支配した室町幕府政所代蜷川氏の居城跡に建つ菩提寺。
- 本覚寺 - 神保山。1343年（康永2年）明雲による開基。越中守護代神保氏の菩提寺。
- 光厳寺 - 越中守護代神保氏・富山藩前田氏の菩提寺。上杉謙信の後裔である南部三代の墓がある。
- 円隆寺 - 比叡山治定院の快恵による開山。「さんさい踊り」を行う天台宗寺院。
- 興国寺 - 南北朝時代の守護桃井直常の菩提寺。東越三十三観音霊場第28番札所。
- 蓮華寺 - 神保氏・佐々氏から保護を受けた臨済宗寺院。
- 龍高寺 - 南北朝時代の守護桃井直常の祈願所。東越三十三観音霊場第29番札所。
- 妙顕寺 - 日蓮正宗の寺院。
- 日枝神社 - 富山町の惣社「山王さん」。江戸期には曳山が存在した。
- 富山縣護國神社 - 護国神社。1913年創建。
- 姉倉比売神社 - 式内社。越中の古代神伝説。呉羽の由来である「呉織部（くれはとりべ）」伝説。
- 新川神社 - 越中の古代神、大新川姫命を祀る神社。
- 鵜坂神社 - 式内社。万葉に歌われた鵜坂川（神通川）が社地を流れていた神社。神通川の名の由来とも伝えられる神社。
- 多久比禮志神社 - 式内社。古代荘園「宮川郷」三八カ村の惣社。
- 坪野神明社 - 「熊野神社の稚児舞」を創始した荘官百姓ゆかりの古社。
- 於保多神社 - 富山の天神様。元は浄禅寺の境内社で富山藩主の祈願所。
- 立蔵神社 - 佐伯有頼による開山。かつては雄山神社の本宮であったと伝えられる。

### 公園

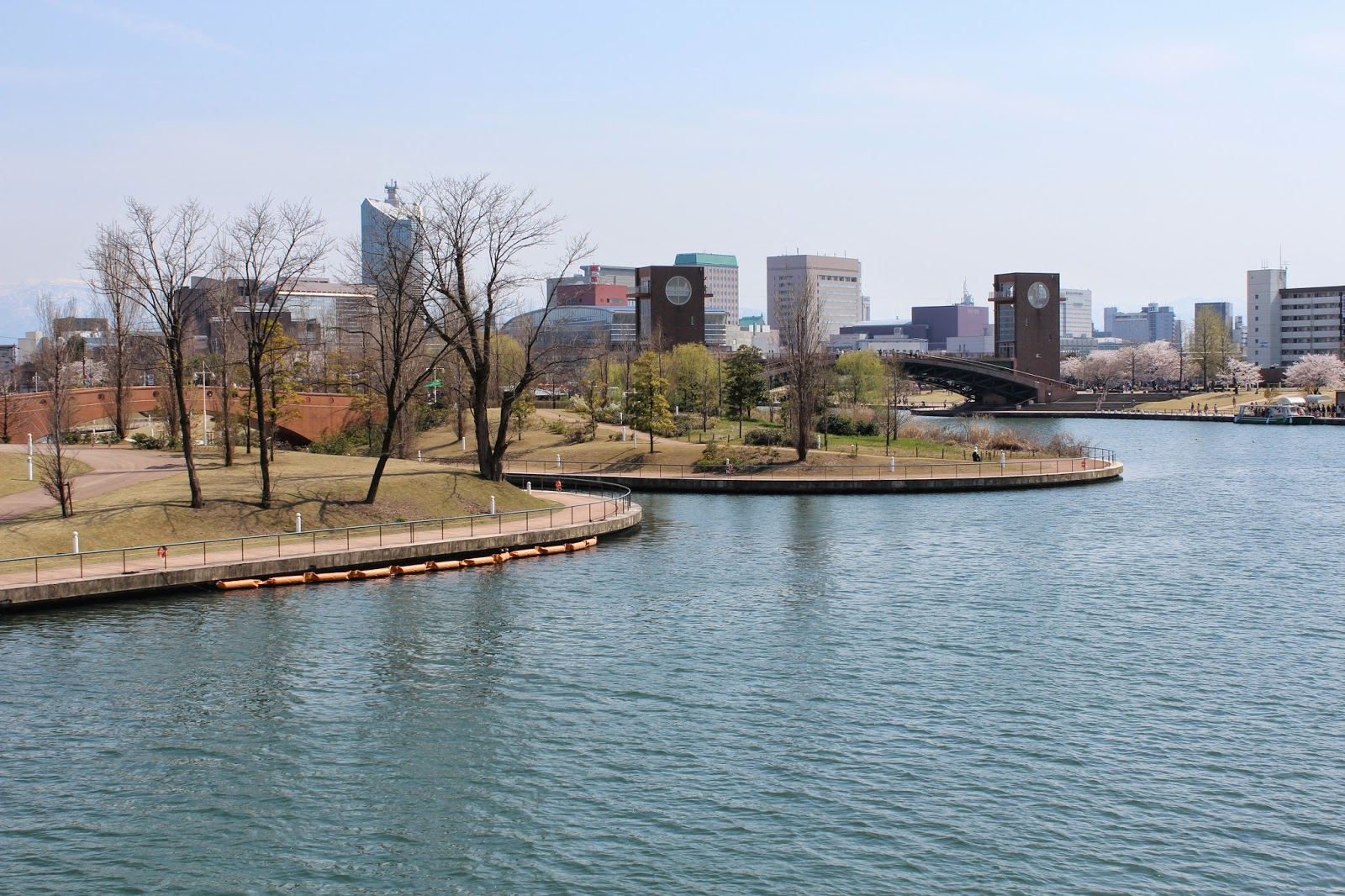
富岩運河環水公園

- 猿倉山森林公園 - 猿倉山山頂にある「風の城」は見晴らしがよい。風車があり、風力発電を行っている。1991年（平成13年）に完成。
- 県庁前公園（新総曲輪） - 直径36メートルの大きな噴水と、花時計がある。
- 寺家公園（寺家） - 寺家から出た京都の医師加藤幸次郎が私財を投じて作った日本庭園で、京都の嵐山がモデルになっている。
- 城南公園（西中野町） - 富山市科学博物館が併設。かつては富山県立近代美術館も併設されていた。
- とやま古洞の森自然活用村（池多） - ケビンやキャンプ場がある。富山市天文台が併設。
- 富山城址公園（富山城）
- 富岩運河環水公園
- 松川公園
- 稲荷公園
- 野鳥の園
- 城ヶ山公園

### 温泉
- 音川温泉
- 春日温泉
- 亀谷温泉
- 呉羽山温泉
- 下の茗温泉
- 高天原温泉
- 立山温泉
- 鯰温泉
- 水橋温泉
- 山田温泉
- 牛岳温泉
- 総曲輪温泉

### レジャー
#美術館、#博物館・資料館も参照
- 岩瀬浜海水浴場
- 富山競輪場（ドリームスタジアムとやま）
- 立山山麓スキー場
  - 極楽坂エリア
  - らいちょうバレーエリア（夏場には頂上付近でジップラインが楽しめる〔ジップラインアドベンチャー立山〕）
- 粟巣野スキー場
- 牛岳温泉スキー場
- 猿倉山スキー場（廃止）
- 富岩水上ライン（富岩運河・富岩運河環水公園をクルーズできる）
- 松川遊覧船

### 祭事
- 立山山麓かまくら祭り（2月中旬）
- 全日本チンドンコンクール（4月上旬）
- ふちゅう曲水の宴（4月中旬）
- 下大久保「高砂山願念坊祭り」（4月第2日曜日）
- 岩瀬曳山車祭（5月17日 - 18日）
- 越中八尾曳山祭（5月3日）
- 売比河鵜飼祭（5月下旬）
- 日枝神社大祭（山王まつり）（5月31日 - 6月2日）
- おおやま佐々成政時代祭り（7月下旬）
- 水橋橋まつり（7月下旬）
- 北日本新聞納涼花火大会（8月1日）
- 富山まつり（8月第1金曜日 - 日曜日）
- 熊野神社の稚児舞（8月下旬）
- 安田城月見の宴（8月下旬）
- おわら風の盆（9月1日 - 3日）
- とやま湾味覚市（11月中旬）
- とやまスノーピアード（12月 - 1月）
- 東猪谷「素盞鳴社（すさのおしゃ）祭」（20年に一度だけの祭礼）
- 護国神社「青空のみの市」（富山市最大のフリーマーケット：毎月第1日曜日6:00 - 15:00）
- 岩瀬朝市（毎月第2日曜日7:00 - 12:00）

### 土産
#農業・水産業も参照
- とやま観光物産センター「いきいきKAN」（新富町、CiC5F）
- 道の駅細入（片掛）
  - 飛越ふれあい物産センター「林林」

### 百選
- 日本百名山 - 薬師岳、黒部五郎岳、黒岳（水晶岳）、鷲羽岳
- 花の百名山 - 五色ヶ原（クロユリ）、太郎兵衛平（ミズバショウ）
- 日本の秘境100選 - 八尾の里
- 日本の白砂青松100選 - 古志の松原
- 日本の音風景100選 - エンナカの水音とおわら風の盆
- かおり風景100選 - 富山の和漢薬のかおり
- 日本の道100選 - 八尾町道諏訪町本通り線
- 日本さくら名所100選 - 松川公園
- 水源の森百選 - ありみね
- ダム湖百選 - 有峰湖
- 都市景観100選 - 県庁・市役所周辺地区
- 日本百名橋 - 越中舟橋
- 平成の名水百選 - いたち川の水辺と清水
- 日本の歴史公園100選 - 富岩運河及び富岩運河環水公園

## 著名者

### 経済界
- 相山武夫（実業家）
- 角川源義（実業家：角川書店（現・KADOKAWA）創立者、俳人）
- 角川春樹（実業家：元角川書店社長、俳人、映画監督）
- 金井久兵衛（実業家：北陸電力および北陸経済連合会初代会長）
- 金岡又左衞門 初代（実業家：富山電灯（北陸電力の前身のひとつ）創業者）
- 金岡又左衞門 2代目（実業家：富山第一銀行創業者）
- 金岡又左衞門 3代目（実業家：テイカ製薬創業者）
- 黒田善太郎（実業家：コクヨ創始者）
- 佐藤助九郎（実業家：佐藤工業創業者）
- 清水喜助（実業家：清水建設創業者）
- 数土文夫（実業家：元JFEホールディングス社長・NHK経営委員会委員長）
- 瀬木博尚（実業家：博報堂創業者）
- 竹岸政則（実業家：プリマハム創業者）
- 中田清兵衛（実業家：北陸銀行初代頭取）
- 藤野英人（投資家（ファンドマネジャー）、経営者、作家、YouTuber、レオス・キャピタルワークス創業者）
- 野田義治（実業家：イエローキャブ創業者、サンズエンタテインメント社長）
- 森久志（実業家：元オリンパス副社長）
- 安田善次郎（実業家：安田財閥創始者）

### 政界
- 井上義久（政治家：公明党幹事長）
- 窪田裕之(政治家：元杉戸町議会議員、埼玉県杉戸町長)
- 篠田弘作（政治家：元自治大臣、旧北海道4区選出）
- 高橋はるみ（政治家：自由民主党参議院議員、第6代北海道知事）
- 長勢甚遠（政治家：元法務大臣、自由民主党衆議院議員）
- 新村源雄（政治家：旧北海道5区選出）
- 野上浩太郎（政治家：内閣官房副長官）
- 広野允士（政治家：民主党参議院議員）
- 又市征治（政治家：社会民主党副党首、同党参議院議員）
- 村井宗明（政治家：民主党衆議院議員）
- 森田高（政治家：国民新党参議院議員）

### 学界
- 飯田哲也（社会学者）
- 上埜進（会計学者）
- 奥田靖雄（言語学者）
- 岡崎勝世（歴史学者）
- 北野弘久（法学者）
- 久保田収（歴史学者）
- 嶋崎昌（歴史学者）
- 田中耕一（ノーベル化学賞受賞者）
- 田部重治（英文学者、登山家）
- 林成之（医師、大学教授）
- 廣瀬誠（郷土史研究家、元富山県立図書館長）
- 牧野キク（元藤女子大学学長）
- 水上千之（法学者）
- 南塚信吾（歴史学者）
- 山田孝雄（国語学者）
- 吉岡斉（社会学者、科学史家）
- 松井和彦（法学者）

### 文化界
- 木村立嶽（日本画家）
- 瀧口修造（美術評論家、美術作家、詩人）
- 久世光彦（作家）
- 源氏鶏太（作家：直木賞受賞者）
- 野村尚吾（作家）
- 辺見じゅん（作家）
- 青柳志郎（書道家）
- 本田信次（詩人）
- 吉崎達彦（評論家）
- 本木克英（映画監督）
- 吉野美奈子（彫刻家）
- 立野真琴（漫画家）
- 奥村敏一（建築家、空間プロデューサー、空間造形作家）
- 森大衛（書道家）
- 三輪士郎（漫画家）
- 中田章道（将棋棋士・旧八尾町）
- 服部慎一郎（将棋棋士）
- 野原未蘭[33]（将棋女流棋士）

### 芸能界
- 石川拓磨（音楽プロデューサー、映像クリエイター）
- 岩河三郎（作曲家）
- 上田麗奈（声優）[34]
- 内浦純一（俳優）
- 柴田理恵（タレント、コメディアン、旧八尾町）
- 高原兄（歌手：元アラジン）
- 剣幸（女優）
- 西村まさ彦（俳優）
- 野際陽子（女優）
- 葉里真央（グラビアアイドル）
- 早勢美里（アイドル）
- 中井りか（タレント : 元NGT48、旧婦中町）[35]
- Hikaru（歌手：Kalafina）
- 原信夫（ジャズ演奏家）
- 風吹ジュン（女優、旧八尾町）
- 牧野ステテコ（お笑い芸人）
- 松田洋昌（お笑い芸人：ハイキングウォーキング）
- 柳亭痴楽 4代目（落語家）
- 柳家さん生（落語家）
- 山田辰夫（俳優）
- 横山あきお（俳優）
- 四月朔日義昭（ギタリスト）
- 中山恵（女優）
- SAITARO（ベーシスト：元LONG SHOT PARTY）
- 夢咲ねね（元宝塚歌劇団星組トップ娘役）
- 愛加あゆ（元宝塚歌劇団雪組トップ娘役）
- 麻尋えりか（元宝塚歌劇団星組男役）
- さだありさ（タレント）

### アナウンサー
- 荒瀬洋太
- 粟島佳奈子
- 石本沙織
- 大友夕可里
- 木地智美
- 木村雅幸
- 東海佳奈子
- 豊田康雄
- 松井治伸
- 水口愛弓
- 山田重光

### スポーツ界

#### 野球
- 浅井樹
- 鈴木将光
- 三浦克也

#### 武術
- 黒田正郡
- 黒田泰治

#### 相撲
- 梅ヶ谷藤太郎 (2代)
- 琴ヶ梅剛史
- 太刀山峯右エ門
- 玉椿憲太郎
- 若太刀芳之助
- 敷島猪之助
- 剣岳吉五郎
- 緑岩三郎
- 若見山幸平
- 琴立山兼滋
- 朝乃山英樹

#### 陸上競技
- 山崎勇喜

#### ボクシング
- 嶋田雄大

#### サッカー
- 小田切道治
- 瀬戸春樹
- 西野泰正

#### 総合格闘技
- Barbaro44
- MIKU

#### ゴルフ
- 城戸富貴
- 森口祐子

#### バレーボール
- 高崎紗緒梨

#### バスケットボール
- 堀川竜一
- 八村塁
- 馬場雄大

#### 競輪
- 稲積秀樹
- 宮越孝治

#### 水球
- 保田賢也

#### スノーボード
- 大江光

#### スケートボード
- 中山楓奈

### その他
- 山内修一（京都府副知事）
- 宇治長次郎（山案内人）
- 置塩壽（篤志家）
- 星晃（鉄道技術者、日本国有鉄道OB）
- 島敦彦（キュレーター）

## 舞台作品

### 映画
- がんこもん（2013年、監督：清水智紀、撮影：島倉和幸）[36]
- まちむすび（2018年、監督：清水智紀、撮影：島倉和幸）[37]
- はりぼて（2020年、監督：五百旗頭幸男）
- 鳩の撃退法（2021年、監督：タカハタ秀太）

### 文芸
- 天の夕顔（1938年、中河与一）
- 螢川（1978年、宮本輝）
- 漂民宇三郎（1956年、井伏鱒二）
- 花はくれない（1967年、佐藤愛子）
- 神通川（1969年、新田次郎）
- 時刻表2万キロ（1980年、宮脇俊三）
- 風の盆恋歌（1987年、高橋治）
- 風の盆殺人事件（1992年、和久峻三）
- 七夕の町（1995年、井上靖）
- 透明な遺書（1996年、内田康夫）
- ドラマチック・チルドレン（1996年、乃南アサ）
- よい子はマネをしないでネ（1999年、柴田理恵）
- 風の殺意・おわら風の盆（2002年、西村京太郎）
- 天の夜曲 流転の海 第四部（2002年、宮本輝）
- 風の盆・幻想（2005年、内田康夫）
- ここは退屈迎えに来て（2012年、山内マリコ）

### 音楽
- 桜木町ブルース（1968年、美川憲一）
- 富山の夜（1976年、北森啓介）
- 風の盆恋歌（1989年、石川さゆり）
- 無言坂（1993年、香西かおり）
- ふたりの富山（2003年、伊藤敏博・中島真紀子）